# Liste der Biografien/Stan
Liste der Biografien |
Portal Biografien |
Personensuche
# |
A |
B |
C |
D |
E |
F |
G |
H |
I |
J |
K |
L |
M |
N |
O |
P |
Q |
R |
S |
T |
U |
V |
W |
X |
Y |
Z |
?
 
Sa |
Sb |
Sc |
Sd |
Se |
Sf |
Sg |
Sh |
Si |
Sj |
Sk |
Sl |
Sm |
Sn |
So |
Sp |
Sq |
Sr |
Ss |
St |
Su |
Sv |
Sw |
Sy |
Sz
 
Sta |
Ste |
Sth |
Sti |
Stj |
Stl |
Sto |
Str |
Sts |
Stt |
Stu |
Stv |
Stw |
Sty
 
Staa |
Stab |
Stac |
Stad |
Stae |
Staf |
Stag |
Stah |
Stai |
Staj |
Stak |
Stal |
Stam |
Stan |
Stap |
Star |
Stas |
Stat |
Stau |
Stav |
Staw |
Stax |
Stay |
Staz
Die Liste der Biografien führt alle Personen auf, die in der deutschsprachigen Wikipedia einen Artikel haben. Dieses ist eine Teilliste mit 746 Einträgen von Personen, deren Namen mit den Buchstaben „Stan“ beginnt.

## Stan
- Stan, Alexandra (* 1989), rumänische Pop-Sängerin
- Stan, Alexandru (* 1989), rumänischer Fußballspieler
- Stan, Colleen (* 1956), US-amerikanisches Entführungsopfer
- Stan, Cornel (* 1951), deutscher Ingenieur und Hochschullehrer
- Stan, Gabriel (* 1952), rumänischer Fußballspieler und -trainer
- Stan, Ilie (* 1967), rumänischer Fußballspieler und -trainer
- Stan, Marius (* 1961), rumänisch-amerikanischer Wissenschaftler und Schauspieler
- Stan, Sebastian (* 1982), rumänisch-US-amerikanischer SchauspielerSebastian Stan (* 1982)

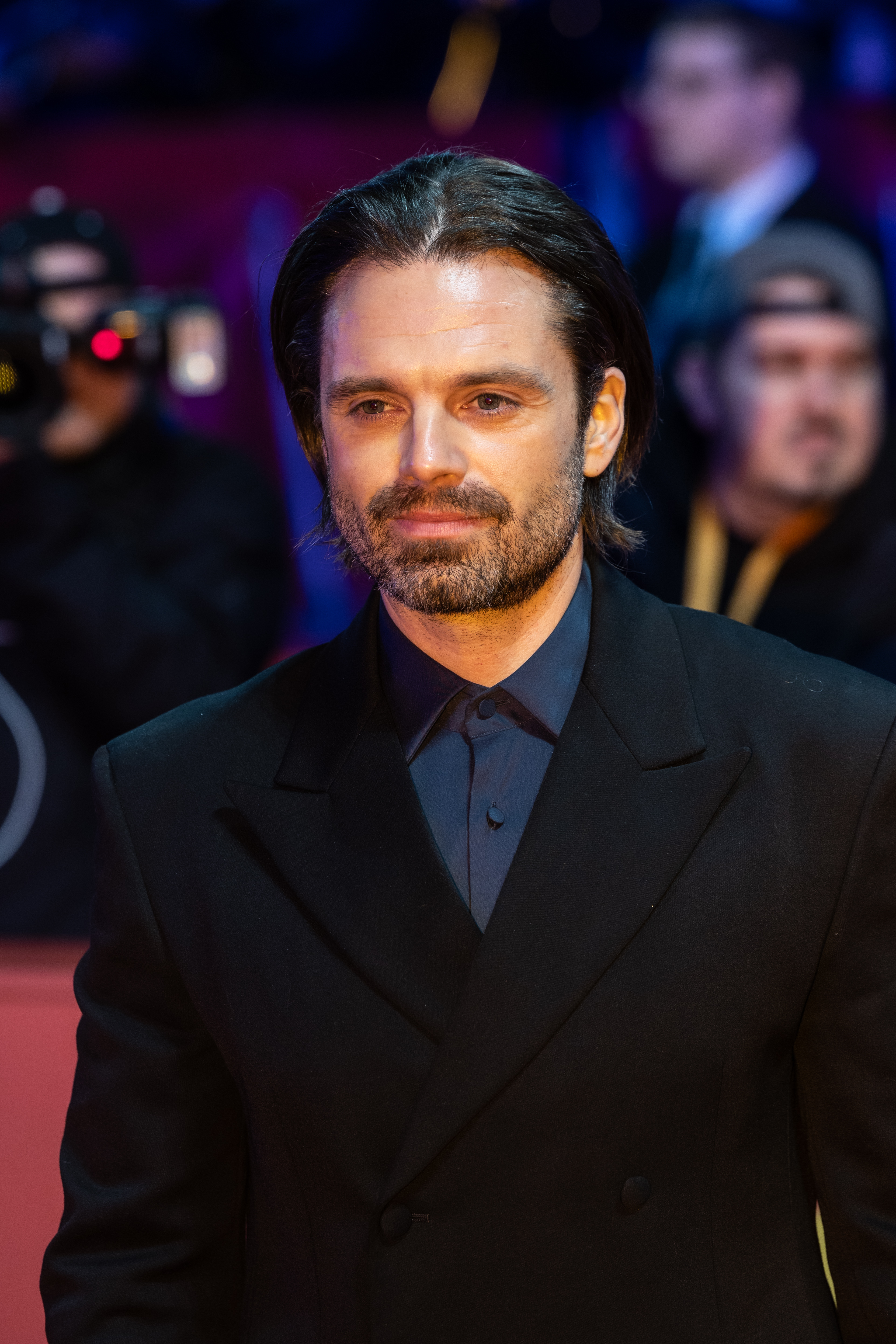
Sebastian Stan (* 1982)

- Stan-Lotter, Helga (* 1943), deutsch-österreichische Biochemikerin und Mikrobiologin

### Stana
- Stana, Čučuk († 1849), serbische Freiheitskämpferin
- Staņa, Marta (1913–1972), lettisch-sowjetische Architektin und Hochschullehrerin
- Staňa, Rastislav (* 1980), slowakischer Eishockeytorwart
- Stanard, Edwin O. (1832–1914), US-amerikanischer Politiker
- Stanat, Petra (* 1964), deutsche Bildungsforscherin
- Stanaway, Richie (* 1991), neuseeländischer Automobilrennfahrer

### Stanb
- Stanberger, Balthasar, Hofbeamter am Weimarer Stadtschloss
- Stanbery, Henry (1803–1881), US-amerikanischer Jurist, Politiker und Justizminister (Attorney General)
- Stanbery, William (1788–1873), US-amerikanischer Politiker
- Stanbridge, Eric J. (* 1942), britischer Mikrobiologe
- Stanbury, John B. (1915–2015), US-amerikanischer Mediziner
- Stanbury, Robert (1929–2017), kanadischer Politiker

### Stanc
- Stanca, Dan (* 1955), rumänischer Autor
- Stanca, Ionela (* 1981), rumänische Handballspielerin und -trainerin
- Stanca, Răzvan (* 1980), rumänischer Fußballspieler
- Stancaro, Francesco († 1574), italienischer unitarischer Theologe und Reformator
- Stanček, Ladislav (1898–1979), slowakischer Komponist, Chordirigent und Organist
- Stancescu, Victor (* 1985), schweizerisch-rumänischer Eishockeyspieler
- Stancev, Una (* 2002), spanische Leichtathletin
- Stancevičius, Antanas (1920–2007), litauischer Agronom und Botaniker
- Stanchfield, Darby (* 1971), US-amerikanische SchauspielerinDarby Stanchfield (* 1971)

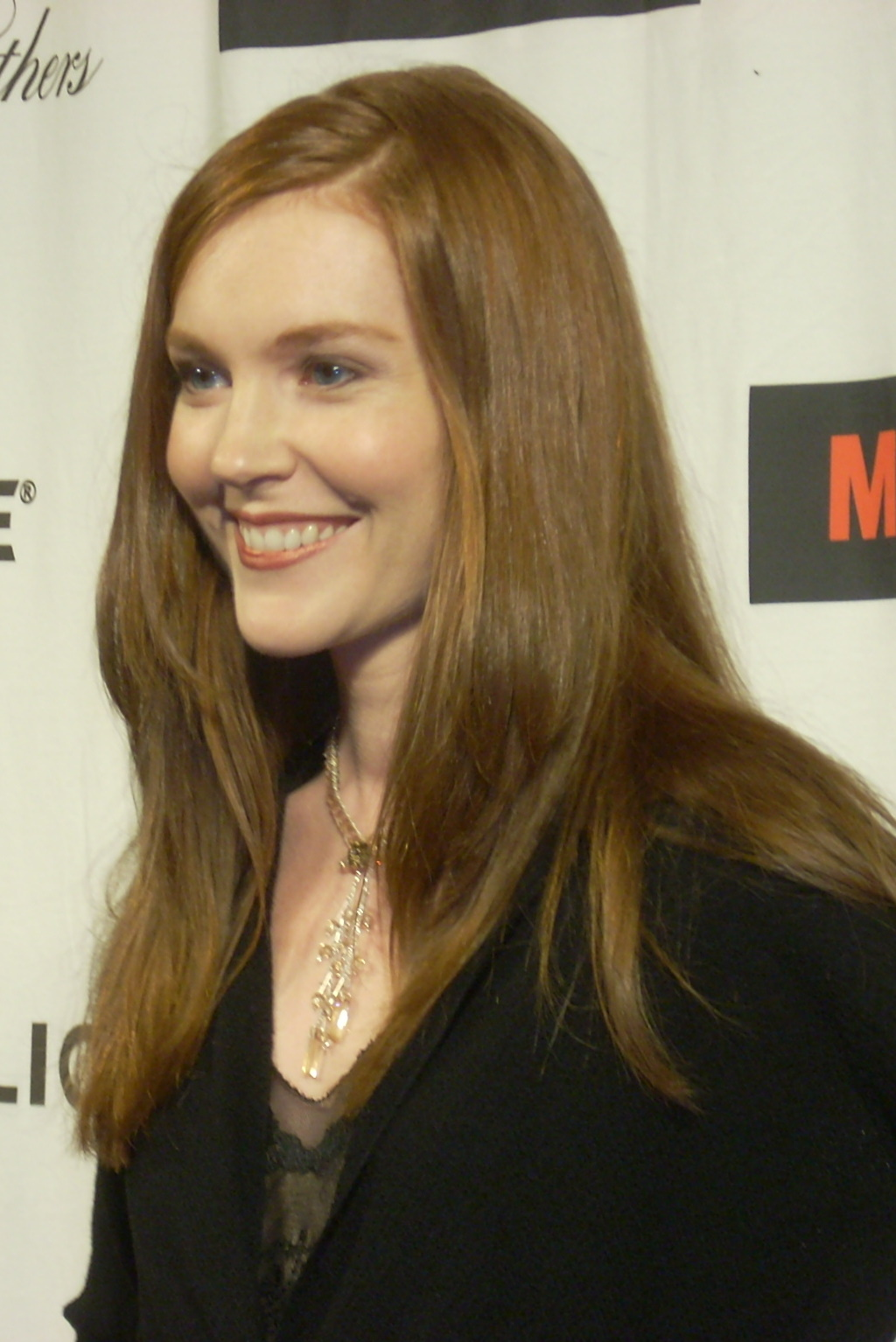
Darby Stanchfield (* 1971)

- Stanchina, Peer Christopher (* 1945), deutscher Diplomat
- Stančikas, Andriejus (* 1961), litauischer Politiker, seit November 2016 Mitglied des Seimas
- Stančikas, Valdemaras (* 1979), litauischer Rechtsanwalt und Politiker
- Stancikienė, Aurelija (* 1966), litauische Politikerin (Seimas)
- Stancil, Felicia (* 1995), US-amerikanische Radrennfahrerin
- Stăncioiu, Eduard (* 1981), rumänischer Fußballtorhüter
- Stanciu, Anișoara (* 1962), rumänische Weitspringerin
- Stanciu, Constantin (1907–1986), rumänischer Fußballspieler
- Stanciu, Daniela (* 1987), rumänische Hochspringerin
- Stanciu, Nicolae (* 1993), rumänischer Fußballspieler
- Stanciu, Simion (1949–2010), rumänischer Panflötist und Komponist
- Stanciu, Ulrich (* 1947), deutscher Buchautor und Journalist
- Stanciu, Vasile (* 1958), orthodoxer Theologe, Priester, Musikwissenschaftler, Komponist und Professor
- Stančiūtė, Lina (* 1986), litauische Tennisspielerin
- Stancke, Joachim (* 1936), deutscher Lobbyist und ehemaliger Politiker
- Stancliffe, David (* 1942), britischer anglikanischer Bischof
- Stancliffe, S. L., US-amerikanischer Filmtechniker und Erfinder
- Stańco, Maciej (* 1964), polnischer Automobilrennfahrer
- Stanco, Silvana (* 1993), italienische Sportschützin
- Stancu, Bogdan (* 1987), rumänischer Fußballspieler
- Stancu, Constantin (* 1956), rumänischer Fußballspieler und -trainer
- Stancu, Cristina-Mădălina (* 1990), rumänische Tennisspielerin
- Stancu, Horia (1926–1983), rumänischer Mediziner und Autor
- Stancu, Mirela (* 1974), rumänische Juristin
- Stancu, Romeo (* 1978), rumänischer Fußballspieler
- Stancu, Zaharia (1902–1974), rumänischer Schriftsteller
- Stănculescu, Alina (* 1990), rumänische Kunstturnerin
- Stănculescu, Silviu (1932–1998), rumänischer Schauspieler
- Stănculescu, Ștefan (1923–2013), rumänischer Fußballspieler und -trainer
- Stănculescu, Victor (1928–2016), rumänischer Militär und PolitikerVictor Stănculescu (1928–2016)

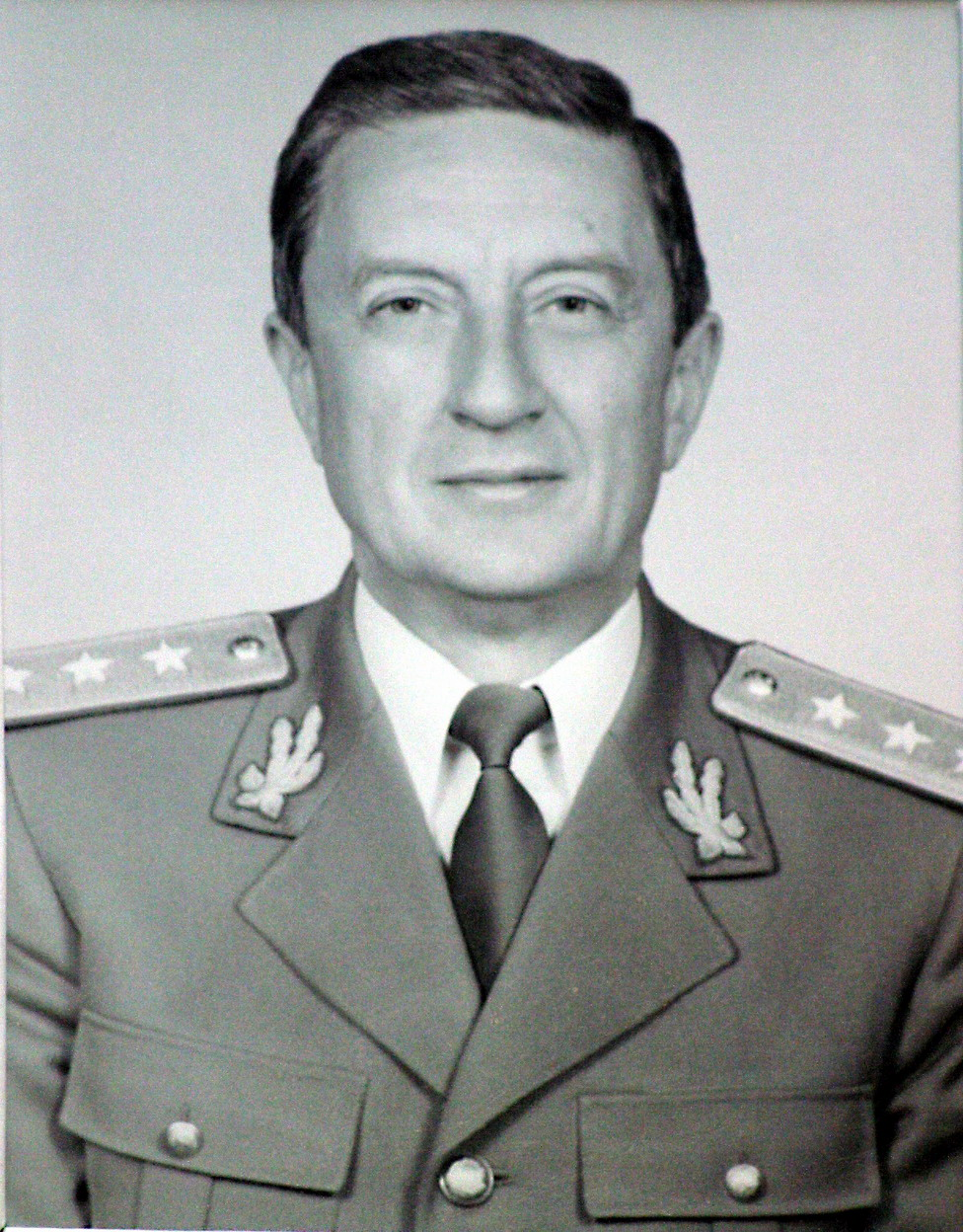
Victor Stănculescu (1928–2016)

- Stănculescu-Vosganian, Mihaela (* 1961), rumänische Komponistin
- Stanczak, Julian (1928–2017), US-amerikanischer Maler und Kunstdrucker
- Stanczak, Wadeck (* 1961), französischer Schauspieler
- Stańczyk, Hofnarr polnischer Könige
- Stańczyk, Przemysław (* 1985), polnischer Schwimmer
- Stanczyk, Stanley (1925–1997), US-amerikanischer Gewichtheber

### Stand
- Stand, Kurt (* 1954), US-amerikanischer Gewerkschafter
- Standaert, Félix (1922–2006), belgischer Diplomat
- Standaert, Léopold (* 1884), belgischer Segler
- Standaert, Nicolas (* 1959), belgischer Jesuit, Sinologe und Hochschullehrer
- Standage, Simon (* 1941), britischer Violinist und Dirigent
- Standage, Tom (* 1969), englischer Wissenschaftsredakteur und Autor
- Standart Skill (* 1994), deutscher Webvideoproduzent
- Standen, Clive (* 1981), britischer SchauspielerClive Standen (* 1981)

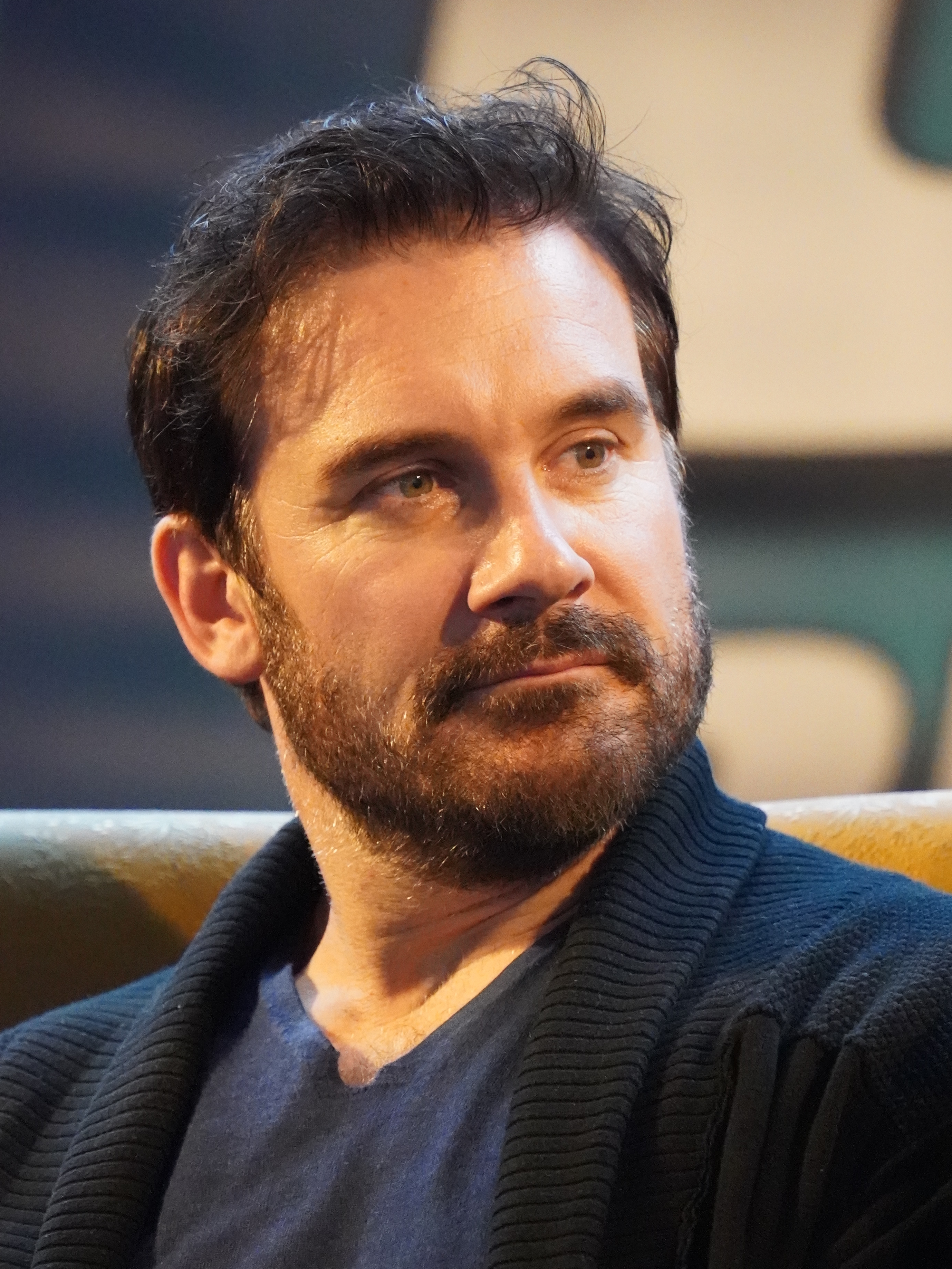
Clive Standen (* 1981)

- Standen, Edith (1905–1998), US-amerikanische Kunsthistorikerin
- Standen, Jack (1909–2003), australischer Bahnradsportler
- Standenat, Heinz (1913–1992), österreichischer Diplomat
- Standenat, Yuri (* 1940), österreichischer Diplomat
- Stander, André († 1984), südafrikanischer Räuber
- Stander, Burry (1987–2013), südafrikanischer Mountainbiker
- Ständer, Hatto (1929–2000), deutscher Komponist sakraler Musik
- Ständer, Josef (1894–1976), deutscher Arzt und Politiker (NSDAP), MdR
- Stander, Lionel (1908–1994), US-amerikanischer Schauspieler
- Stander, Yolandi (* 1998), südafrikanische Leichtathletin
- Standertskjöld, Carola (1941–1997), finnische Sängerin
- Standfest, Joachim (* 1980), österreichischer FußballspielerJoachim Standfest (* 1980)

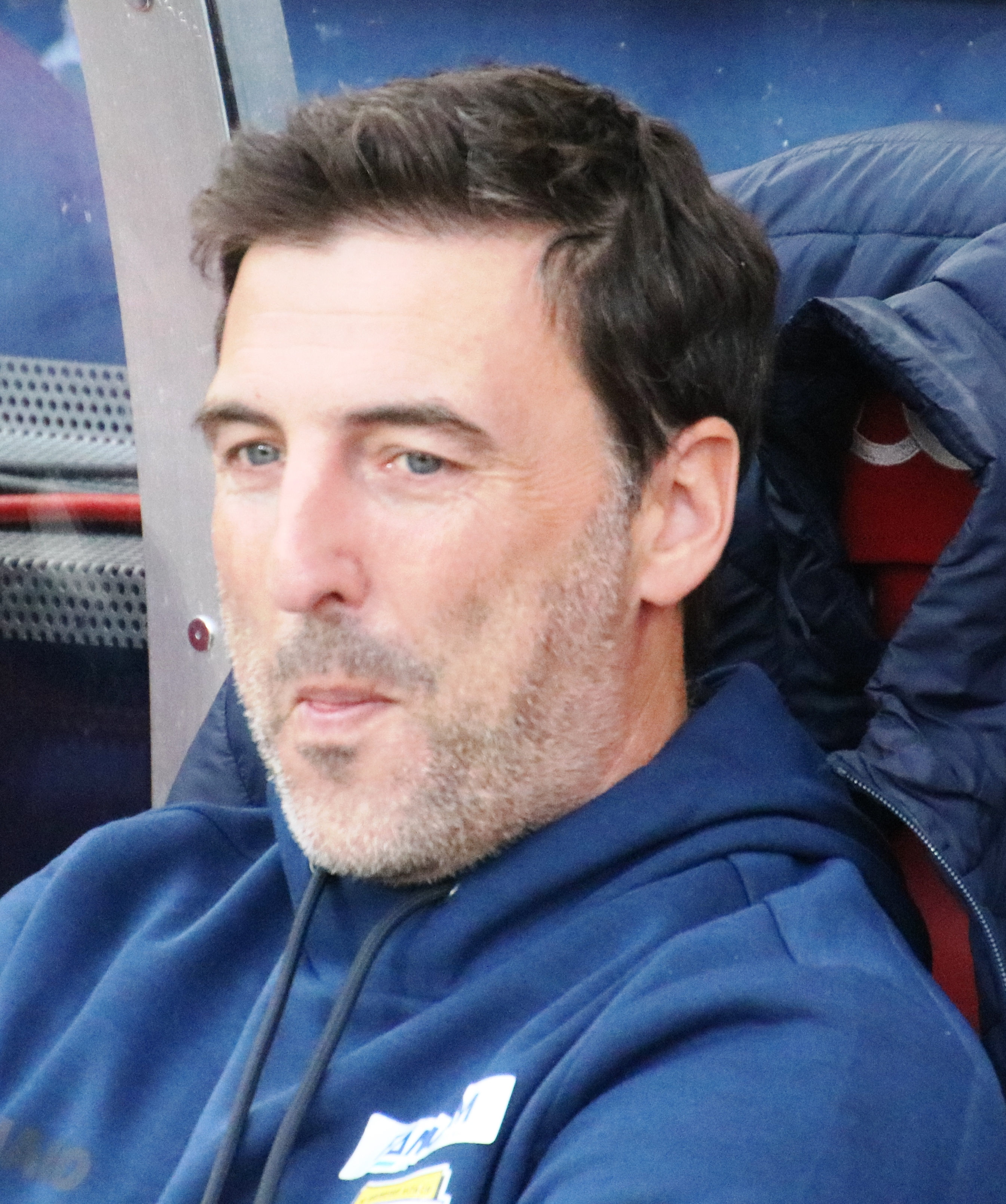
Joachim Standfest (* 1980)

- Standfuß, Friedrich (1935–2017), deutscher Bauingenieur
- Standfuß, Helmut, deutscher Badmintonspieler
- Standfuß, Johann Georg, deutscher Violinist und Komponist
- Standfuß, Max (1854–1917), Theologe, Naturwissenschaftler und Hochschullehrer
- Standfuß, Stephan (* 1972), deutscher Unternehmer und Politiker (CDU), MdA
- Standhardinger, Christian (* 1989), deutscher Basketballspieler
- Standhardinger, Kathrin (* 1990), deutsche Volleyballspielerin
- Standhardinger, Kristin (* 1990), deutsche Volleyballspielerin
- Standhardt, Ernst (1888–1967), deutscher Bergsteiger und Landschaftsfotograf
- Standhardt, Hans (1928–2017), deutscher Ingenieur
- Standhartinger, Angela (* 1964), deutsche Theologin und Professorin für Neues Testament
- Standifer, Floyd (1929–2007), US-amerikanischer Jazzmusiker und Musikpädagoge
- Standifer, James Israel († 1837), US-amerikanischer Politiker
- Standiford, Elisha (1831–1887), US-amerikanischer Politiker
- Standing Bear (1829–1908), Häuptling der Ponca-Indianer
- Standing Bear (* 1859), Angehöriger vom Stamm der Minneconjou-Lakota
- Standing Bear, Luther (1868–1939), indianischer Häuptling der Oglala-Lakota-Sioux, Schriftsteller, Schauspieler
- Standing, Guy (1873–1937), britischer Schauspieler und Marinekommandeur
- Standing, John (* 1934), britischer Schauspieler
- Standish, E. Myles (* 1939), US-amerikanischer Astronom
- Standish, Michael, Szenenbildner
- Standjofski, Harry (1959–2025), kanadischer Schauspieler, Synchronsprecher, Dramatiker und Theaterregisseur
- Standke, Erich, deutscher Fußballspieler
- Standke, Klaus-Heinrich (* 1935), deutscher Wirtschaftswissenschaftler und internationaler Wissenschaftspolitiker
- Standke, Martin, deutscher Jazzmusiker (Schlagzeug)
- Standke, René (* 1968), deutscher Politiker (AfD)
- Standke, Sascha (* 1983), deutscher Handballschiedsrichter
- Standl, Günter (* 1963), deutscher Fotograf und Künstler
- Standl, Hans (1926–2021), deutscher Sportschütze
- Standl, Harald (1959–2015), deutscher Geograph sowie Gymnasial- und Hochschullehrer
- Standl, Hermann (* 1964), deutscher Maler
- Standl, Josef Alois (* 1945), österreichischer Journalist und Publizist
- Standl, Simone (* 1962), deutsche Journalistin und ehemalige Fernsehmoderatorin beim WDRSimone Standl (* 1962)

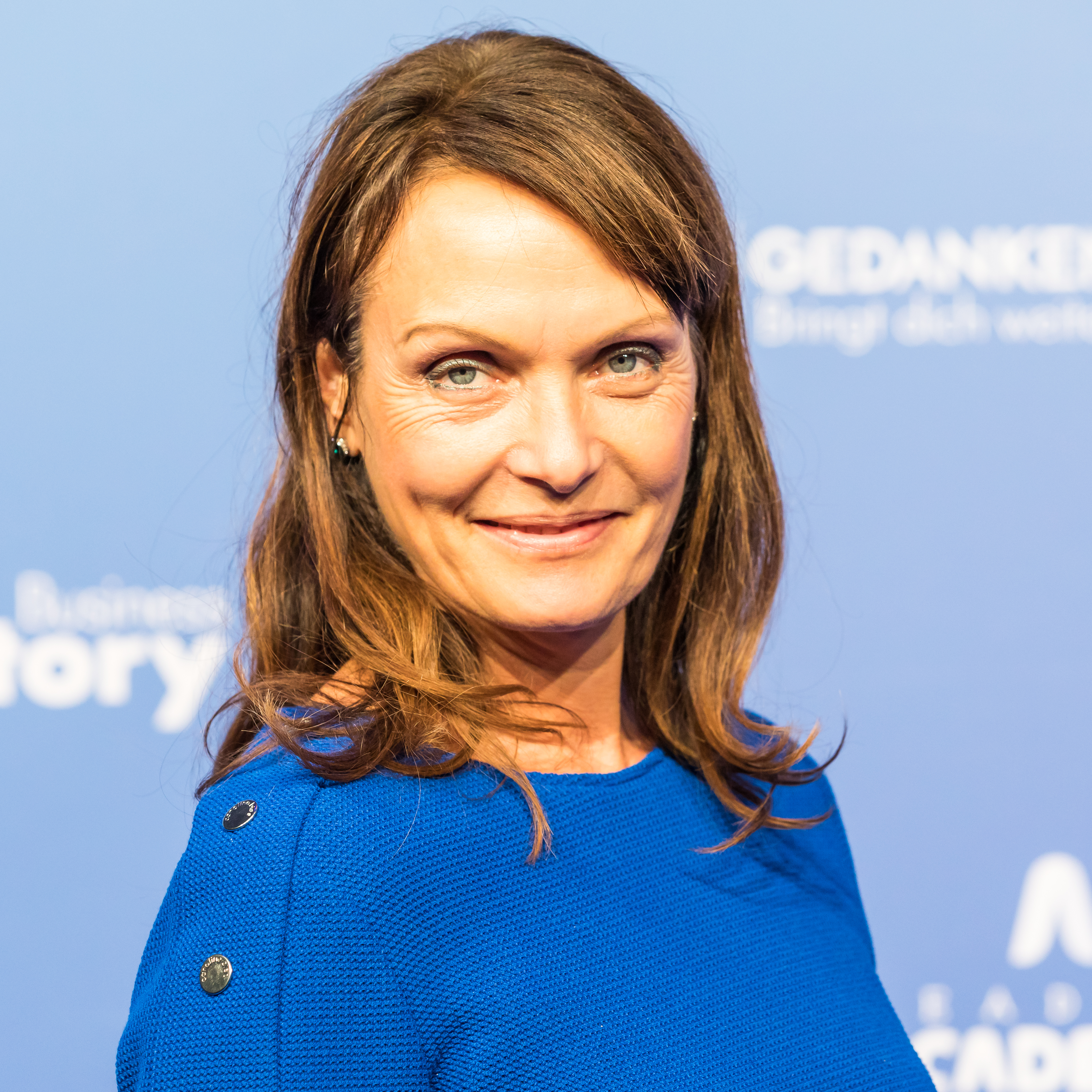
Simone Standl (* 1962)

- Standley, Johnny (1912–1992), US-amerikanischer Komiker
- Standley, Paul Carpenter (1884–1963), US-amerikanischer Botaniker
- Standley, William Harrison (1872–1963), US-amerikanischer Admiral und Diplomat
- Standmann, Johann (* 1963), österreichischer Skilangläufer
- Standmann, Martin (* 1968), österreichischer Skilangläufer
- Standonck, Johannes (1453–1504), flämischer Priester, Scholastiker und Reformator
- Standop, Ewald (1921–2018), deutscher Anglist
- Standridge, Jason (* 1978), US-amerikanischer Baseballspieler
- Standtfest, Ernst Wilhelm von (1822–1886), sächsischer Generalmajor

### Stane
- Stane-Grill, Bruno (1927–2012), kroatischer Bildhauer, Maler und Zeichner
- Stanec, Nikolaus (* 1968), österreichischer Schachgroßmeister
- Stanek, Albrecht (1920–1944), österreichischer Student und Gegner des Nationalsozialismus
- Stanek, Barbara (* 1941), deutsche Schauspielerin
- Stanek, Bruno (* 1943), Schweizer Raumfahrtexperte und Fernsehmoderator
- Stanek, Florian (* 1988), österreichischer Schauspieler, Sänger und Autor
- Stanek, Hans (1900–1982), italienischer Politiker (Südtirol)
- Stanek, Hans (1916–2009), Schweizer Manager und Sportfunktionär
- Staněk, Jaroslav (* 1940), tschechoslowakischer Tischtennisspieler
- Stanek, Jendrek (* 1981), deutscher Skirennläufer
- Staněk, Jindřich (* 1996), tschechischer Fußballtorhüter
- Stanek, Josef (1883–1934), österreichischer Politiker und Gewerkschafter
- Stanek, Josef (1901–1984), deutscher Elektroingenieur und Hochschullehrer
- Stanek, Józef (1916–1944), polnischer Pallottiner
- Stanek, Karin (1943–2011), polnische Rock- und Popsängerin
- Stanek, Kristina (* 1985), deutsche Mezzosopranistin
- Staněk, Pavel (1927–2025), tschechischer Dirigent und Komponist
- Staněk, Roman (* 2004), tschechischer Automobilrennfahrer
- Staněk, Tomáš (* 1952), tschechischer Historiker
- Staněk, Tomáš (* 1991), tschechischer Kugelstoßer
- Staněk, Václav Jan (1907–1983), tschechischer Naturforscher, Mykologe, Botaniker, Zoodirektor, Fotograf, Filmemacher und Autor
- Stanek, Willibald (1913–2007), österreichischer Eishockeyspieler
- Stanek, Wolfgang (* 1959), österreichischer Politiker (ÖVP), Landtagspräsident
- Stanek, Zeno (* 1971), österreichischer Theaterregisseur und Verlagsleiter (Kaiserverlag)Zeno Stanek (* 1971)

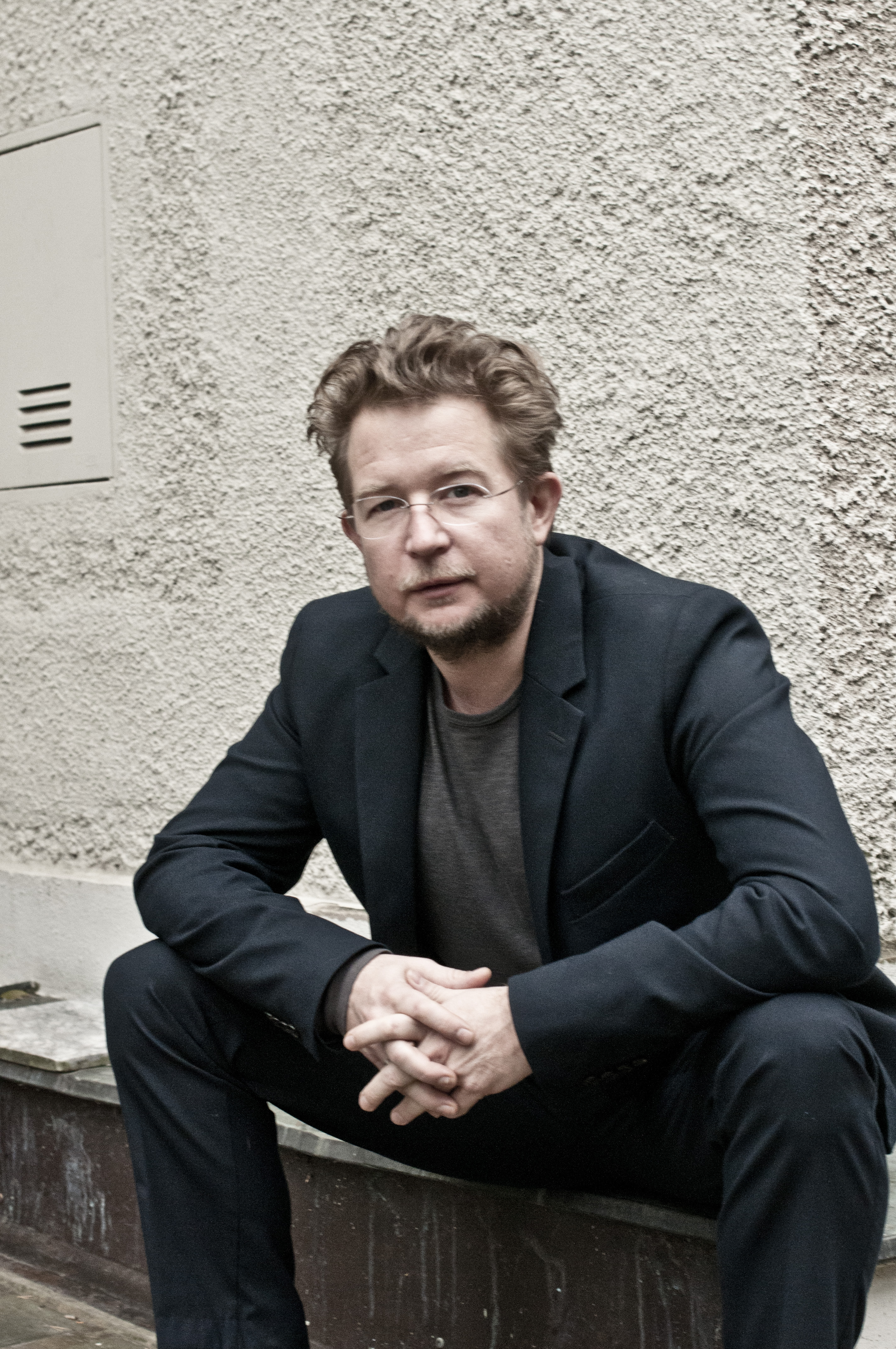
Zeno Stanek (* 1971)

- Stanelle, Ulrike (* 1955), deutsche Schauspielerin, Regisseurin, Kabarettistin und Hörspielsprecherin
- Stănescu, Adriana-Loreta (* 1968), rumänische Diplomatin
- Stănescu, Constantin (* 1928), rumänischer Radrennfahrer
- Stănescu, Cristian (* 1951), rumänischer Politiker, MdEP
- Stănescu, Ion (1929–2010), rumänischer Politiker und General der Securitate
- Stănescu, Nichita (1933–1983), rumänischer Lyriker, Essayist und Übersetzer
- Stănescu, Valentin (1922–1994), rumänischer Fußballspieler und -trainer
- Stanese, Daniel (* 1994), kanadisch-amerikanischer Fußballspieler
- Stanetti von Falkenfels, Dionys (1747–1824), österreichischer Bergingenieur
- Stanetti, Dionysius Ignatius (1710–1767), österreichischer Barockbildhauer
- Stanetti, Giovanni (1663–1726), österreichischer Barockbildhauer
- Staneuski, Iossif (* 1969), belarussischer Geistlicher, römisch-katholischer Erzbischof von Minsk-Mahiljou
- Stanevičius, Jonas (* 1977), litauischer Politiker und Journalist
- Stanew, Emilijan (1907–1979), bulgarischer Schriftsteller
- Stanew, Lisa (* 1988), deutsche Schauspielerin
- Stanew, Ljuben (1924–2009), bulgarischer Schriftsteller
- Stanew, Rumen Iwanow (* 1973), bulgarischer römisch-katholischer Geistlicher, Weihbischof in Sofia und Plowdiw
- Stanewa, Swetlana (* 1990), bulgarische Boxerin

### Stanf
- Stanfa, Giovanni (* 1940), italienisch-US-amerikanischer Mobster
- Stanfel, Dick (1927–2015), US-amerikanischer American-Football-Spieler und -Trainer
- Stanfel, Dieter (1940–2024), österreichischer Fachbuchautor
- Stanfield, Andy (1927–1985), US-amerikanischer Sprinter und Olympiasieger
- Stanfield, Charles (1884–1941), österreichischer Fußballnationalspieler
- Stanfield, Clarkson (1793–1867), britischer Maler
- Stanfield, Fred (1944–2021), kanadischer Eishockeyspieler und -trainer
- Stanfield, George Clarkson (1828–1878), britischer Landschafts- und Marinemaler
- Stanfield, James, US-amerikanischer Pädagoge und Filmproduzent
- Stanfield, Lakeith (* 1991), US-amerikanischer Filmschauspieler und RapperLakeith Stanfield (* 1991)

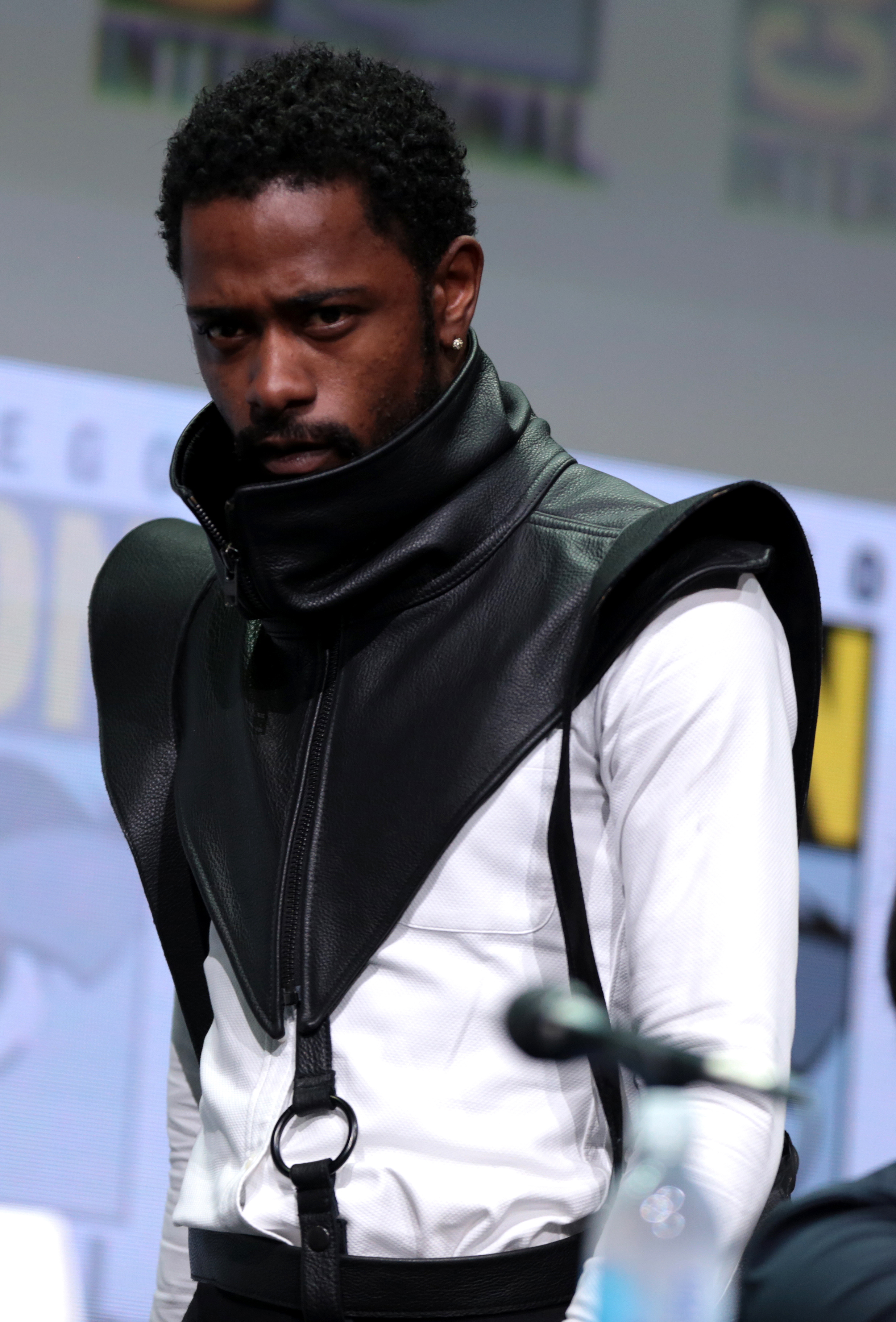
Lakeith Stanfield (* 1991)

- Stanfield, Robert (1914–2003), kanadischer Politiker
- Stanfield, Robert N. (1877–1945), US-amerikanischer Politiker
- Stanfield, Vic (* 1951), kanadischer Eishockeyspieler
- Stanfill, William A. (1892–1971), US-amerikanischer Politiker
- Stanford, Aaron (* 1976), US-amerikanischer Schauspieler und FilmproduzentAaron Stanford (* 1976)

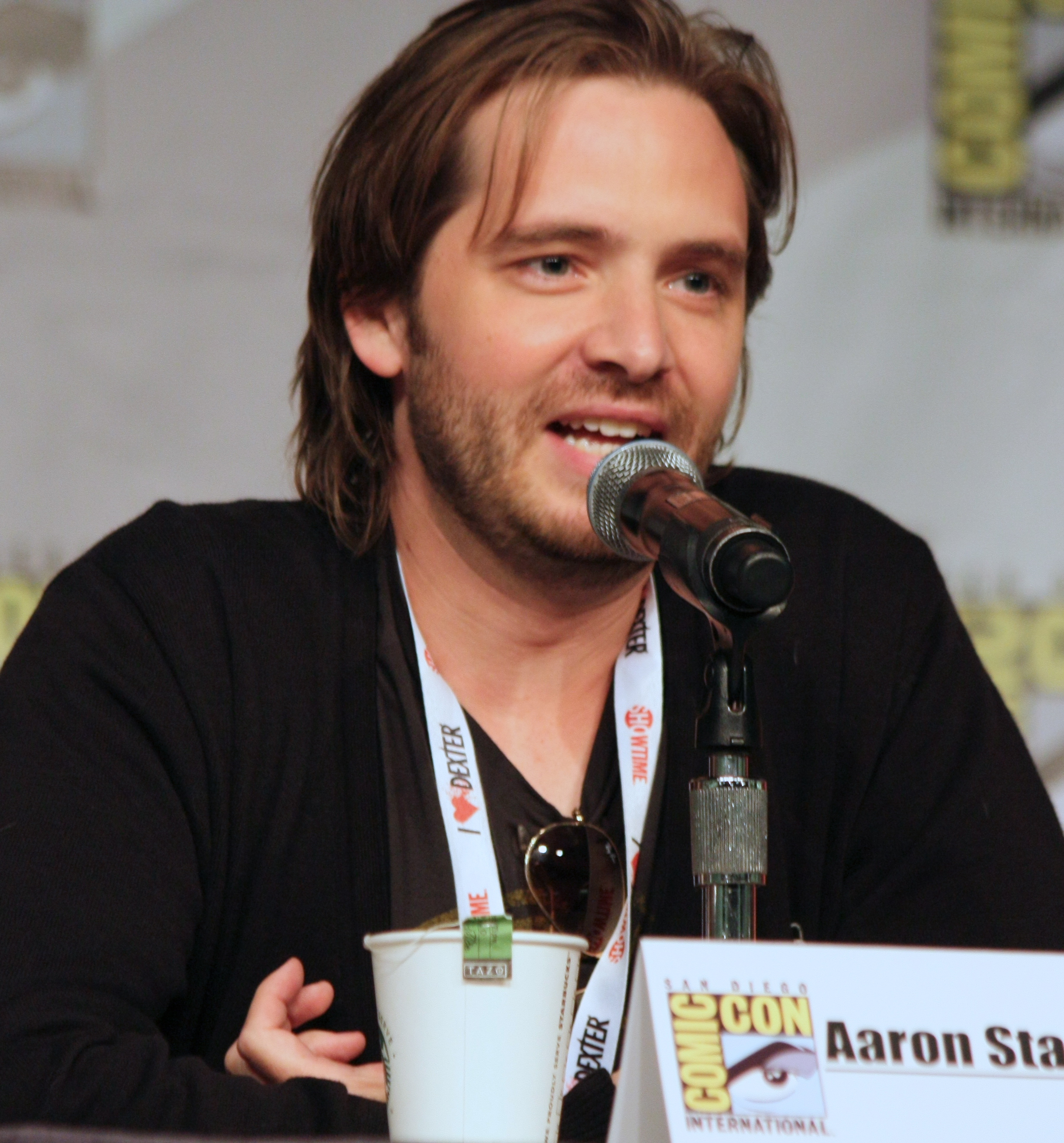
Aaron Stanford (* 1976)

- Stanford, Allen (* 1950), US-amerikanischer Unternehmer
- Stanford, Charles Villiers (1852–1924), irischer Komponist
- Stanford, Douglas, US-amerikanischer theoretischer Physiker
- Stanford, Erica (* 1978), neuseeländische Politikerin der New Zealand National Party
- Stanford, Jane (1828–1905), US-amerikanische Philanthropin
- Stanford, Leland (1824–1893), US-amerikanischer Geschäfts-Tycoon, Politiker und Begründer der Stanford University
- Stanford, Leland junior (1868–1884), Namensgeber der Stanford University
- Stanford, Non (* 1989), britische Triathletin
- Stanford, Rawghlie Clement (1879–1963), US-amerikanischer Politiker
- Stanford, Richard (1767–1816), britisch-amerikanischer Politiker
- Stanford, Scott (* 1966), US-amerikanischer Nachrichtensprecher und Sportmoderator
- Stanford, Thomas (1924–2017), US-amerikanischer Filmeditor
- Stanford, William Bedell (1910–1984), irischer Klassischer Philologe und Politiker

### Stang
- Stang, Anna (1834–1901), norwegische Frauenrechtlerin
- Stang, Arnold (1918–2009), US-amerikanischer Schauspieler
- Stang, Charles M. (* 1974), US-amerikanischer Theologe
- Stang, Christian (* 1975), deutscher Postbeamter, Fachbuchautor und Linguist
- Stang, Christian Schweigaard (1900–1977), norwegischer Linguist
- Stang, Conrad Friedrich, deutscher Lehrer und Schulbuchautor
- Stang, Dorothy (1931–2005), brasilianische Nonne, Bürgerrechtlerin und Umweltaktivistin
- Stang, Emil (1834–1912), norwegischer konservativer Politiker, Mitglied des Storting und Jurist
- Stang, Fabian (* 1955), norwegischer Jurist und Politiker der konservativen Partei Høyre
- Stang, Ferdinand (1937–2017), deutscher Fußballtrainer
- Stang, Frederik (1808–1884), norwegischer konservativer Politiker, Mitglied des Storting und Jurist
- Stang, Fredrik der Jüngere (1867–1941), norwegischer Jurist und konservativer Politiker, Mitglied des Storting
- Stang, Georg (1880–1951), deutscher Gymnasiallehrer und Politiker
- Stang, Gérard le (* 1963), französischer Geistlicher, römisch-katholischer Bischof von Amiens
- Stang, Gisela (* 1969), deutsche Politikerin (SPD), Bürgermeisterin von Hofheim am Taunus
- Stang, Heiko (* 1963), deutscher Schauspieler, Sänger, Regisseur und Autor
- Stang, Helge (* 1983), deutscher Musiker und SängerHelge Stang (* 1983)

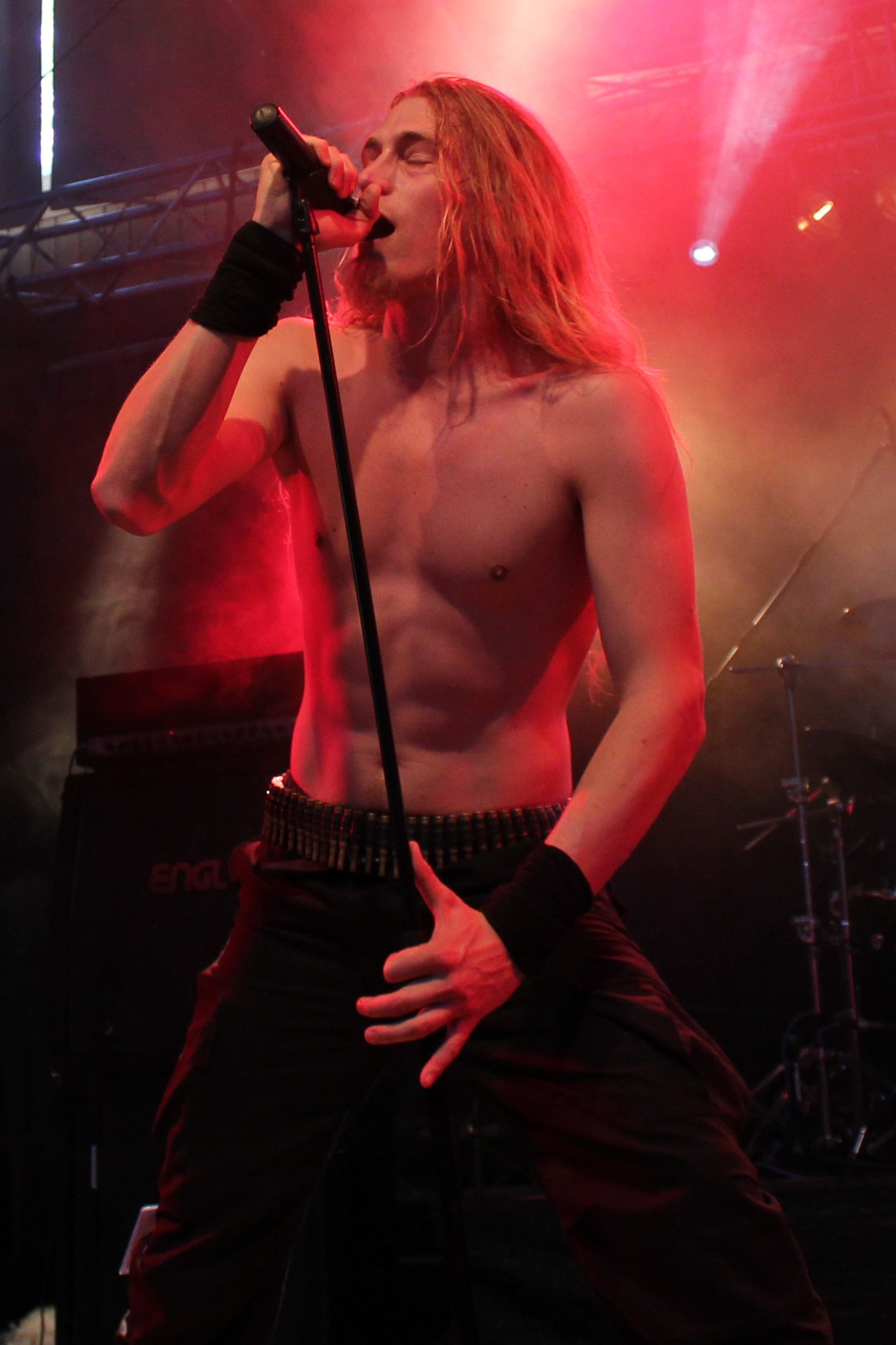
Helge Stang (* 1983)

- Stang, Kaspar (1871–1937), deutscher Kürschnermeister und Politiker (SPD, USPD)
- Stang, Matthäus, deutscher Zeichner und Kartograf
- Stang, Michael (* 1978), deutscher Hörfunk- und Wissenschaftsjournalist
- Stang, Nic. (1908–1971), norwegischer klassischer Philologe, Kunsthistoriker, Lektor und Publizist
- Stang, Oliver (* 1988), deutscher Fußballspieler
- Stang, Peter J. (* 1941), US-amerikanischer Chemiker
- Stang, Philipp Wilhelm (1901–1983), deutscher Architekt
- Stang, Ragna Thiis (1909–1978), norwegische Kunsthistorikerin und Museumsleiterin
- Stang, Richard (* 1959), deutscher Medienwissenschaftler
- Stang, Rolf (* 1935), deutscher Musiker, Fotojournalist, Fotograf, Redakteur für Agenturen und Zeitschriften
- Stang, Rudolf (1831–1927), deutscher Kupferstecher und Radierer der Düsseldorfer Schule
- Stang, Valentin (1876–1944), deutscher Veterinärmediziner und Hochschullehrer
- Stang, Walter (1895–1945), deutscher Stabsleiter im Amt Rosenberg und Politiker (NSDAP), MdR
- Stang, Wilhelm (1854–1907), deutscher römisch-katholischer Bischof von Fall River
- Stang-Voß, Christiane (* 1938), deutsche Biologin, Hochschullehrerin
- Stanga, Gianluigi (* 1949), italienischer Radsport-Manager
- Stanga, Luca (* 2002), italienischer Fußballspieler
- Stângaciu, Dumitru (* 1964), rumänischer Fußballspieler
- Štangar, Maruša (* 1998), slowenische Judoka
- Stangassinger, Alexander (* 1967), österreichischer Politiker (SPÖ)
- Stangassinger, Christian (* 1978), deutscher Kameramann
- Stangassinger, Kaspar (1871–1899), deutscher Redemptoristenpater und Pädagoge
- Stangassinger, Thomas (* 1965), österreichischer Skirennläufer
- Stange Oelckers, Rodolfo (1925–2023), chilenischer Politiker
- Stange, Albert (* 1899), deutscher Politiker
- Stange, Alfred (1894–1968), deutscher Kunsthistoriker
- Stange, Andreas (* 1981), deutscher Handballspieler
- Stange, Bernd (* 1948), deutscher Fußballtrainer, Inoffizieller Mitarbeiter der DDR-StaatssicherheitBernd Stange (* 1948)

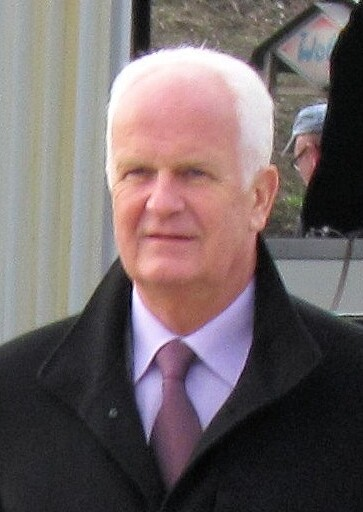
Bernd Stange (* 1948)

- Stange, Bernhard (1807–1880), deutscher Landschaftsmaler der Romantik
- Stange, Carl (1870–1959), deutscher lutherischer Theologe
- Stange, Carl Friedrich (1784–1851), deutscher Architekturzeichner, Landschaftsmaler, Radierer und Lithograf
- Stange, Carmen (* 1955), deutsche Politikerin (CDU), MdL, MdV, Staatssekretärin
- Stange, Elert († 1418), deutscher Harnischmacher und kurzzeitiger Bürgermeister der Hansestadt Lübeck
- Stange, Enrico (* 1968), deutscher Politiker (Die Linke), MdL
- Stange, Erich (1888–1972), deutscher evangelischer Theologe
- Stange, Eva-Maria (* 1957), deutsche Gewerkschaftsfunktionärin und Politikerin (SPD), MdLEva-Maria Stange (* 1957)

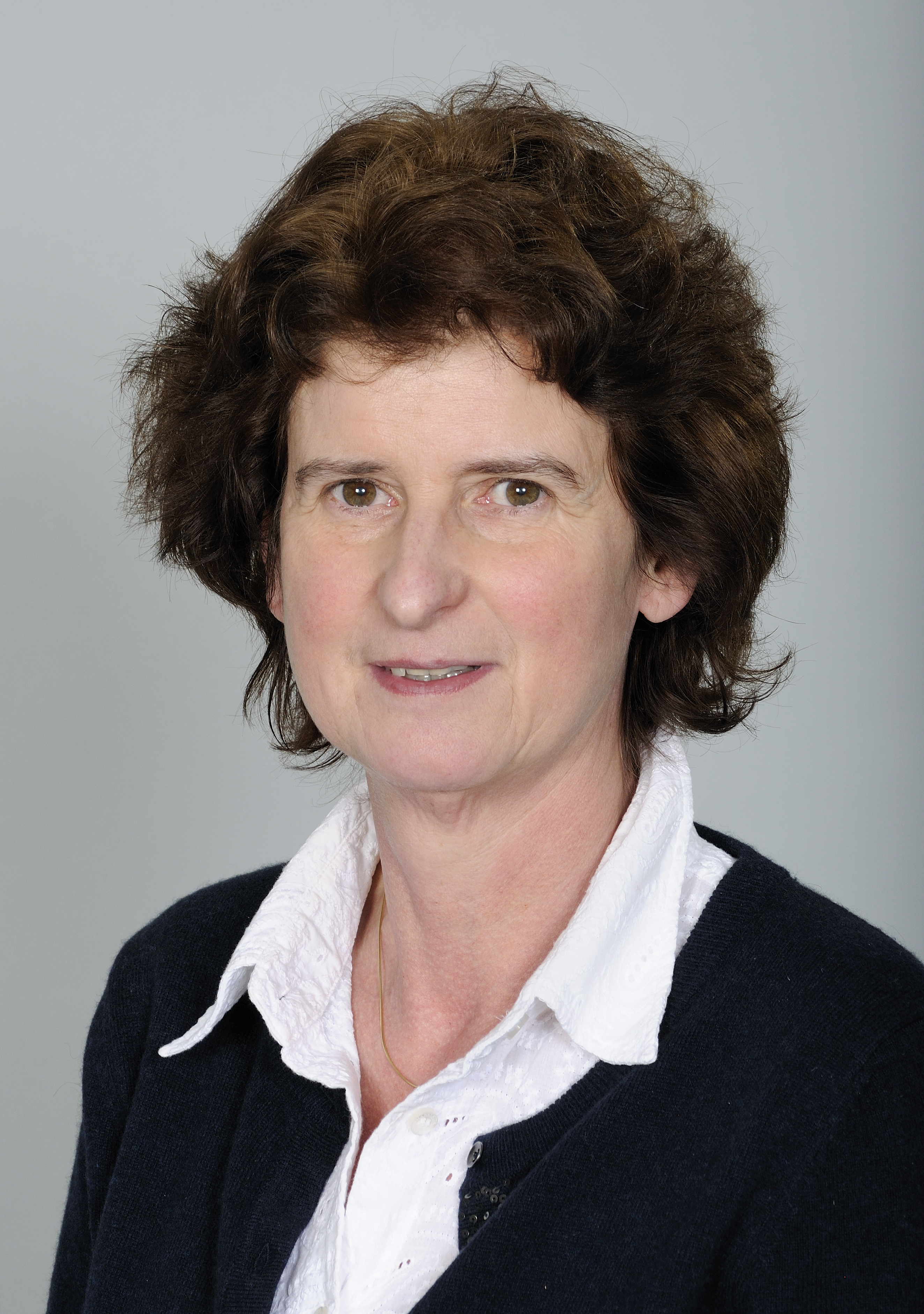
Eva-Maria Stange (* 1957)

- Stange, Ewald (1877–1953), deutscher Pädagoge, Heimatkundler und Numismatiker
- Stange, Fritz (1936–2013), deutscher Ringer
- Stange, Georg Wilhelm († 1886), Lübecker Kaufmann und Politiker
- Stange, Gerd (* 1954), deutscher Künstler
- Stange, Gustav-Adolf (* 1940), deutscher Jurist und Politiker (CDU)
- Stange, Hans Otto Heinrich (1903–1978), deutscher Sinologe
- Stange, Hartwig († 1514), Ratsherr der Hansestadt Lübeck
- Stange, Helmut (1929–2018), deutscher Theaterschauspieler
- Stange, Helmut (* 1934), deutscher Politiker (SPD)
- Stange, Hermann (1835–1914), deutscher Dirigent, Organist und Komponist
- Stange, Hermann (1884–1953), deutscher Dirigent
- Stange, Jan Philipp (* 1987), deutscher Autor und Theaterregisseur
- Stange, Johann Friedrich Ernst (1797–1861), deutscher Pädagoge, evangelisch-lutherischer Theologe und Autor
- Stange, Julia-Christina (* 1978), deutsche Politikerin (Die Linke), Bundestagsabgeordnete
- Stange, Karola (* 1959), deutsche Politikerin (Die Linke), MdL
- Stange, Kurt (1907–1974), deutscher Statistiker und Hochschullehrer
- Stange, Luise (1926–2023), deutsche Biologin und Hochschullehrerin
- Stange, Marco (* 1975), deutscher Handballspieler und -trainer
- Stange, Maria (* 1965), deutsche Harfenistin und Hochschullehrerin
- Stange, Martin (* 1983), deutscher Schauspieler
- Stange, Max (1909–1985), deutscher Kanute
- Stange, Michael (* 1980), deutscher Schauspieler
- Stange, Otto (1870–1941), deutscher Chemiker
- Stange, Otto (* 2007), deutscher FußballspielerOtto Stange (* 2007)

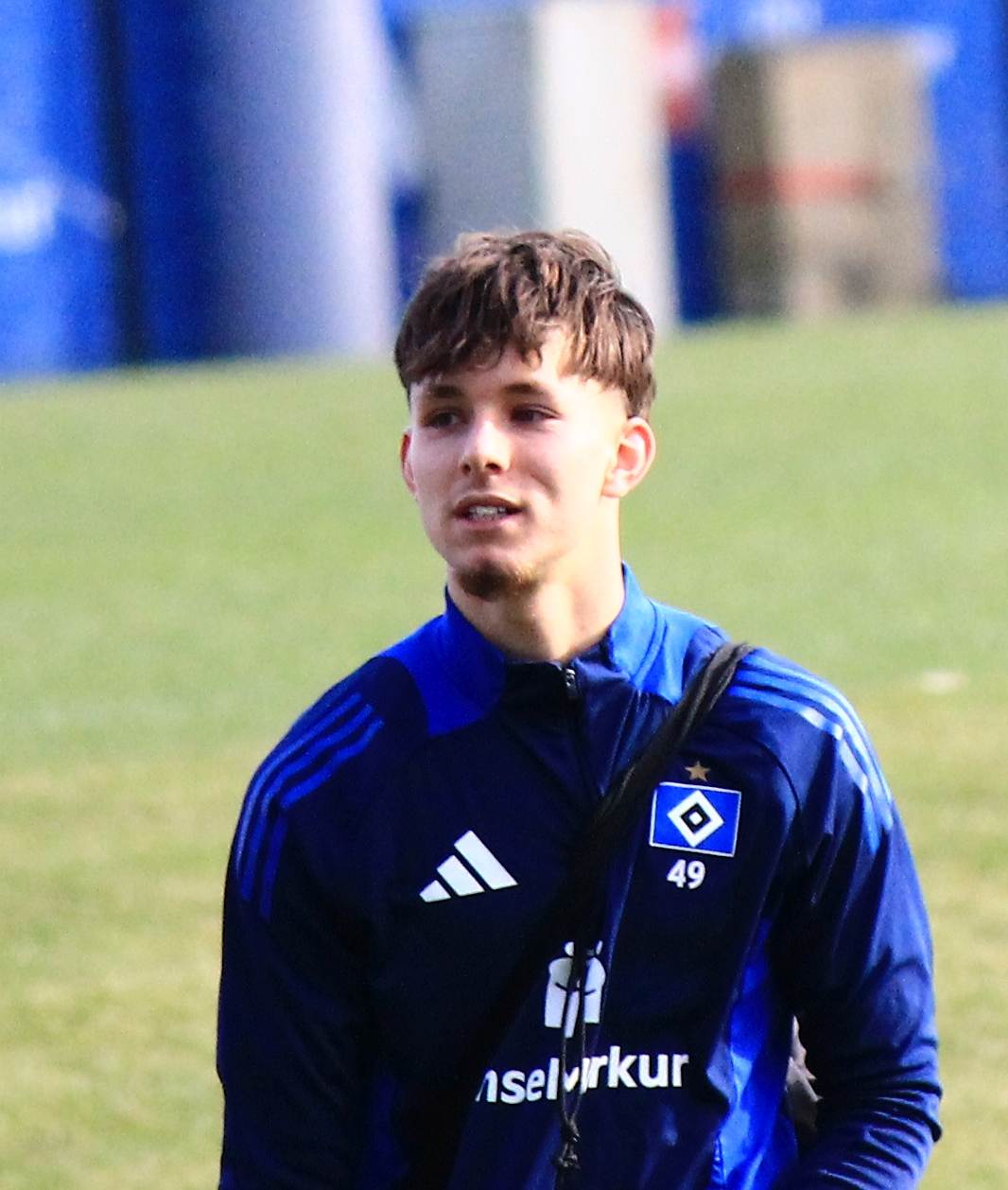
Otto Stange (* 2007)

- Stange, Rudolf (1899–1992), deutscher Vizeadmiral der Kriegsmarine
- Stange, Rudolf (* 1938), deutscher Industriedesigner und Maler
- Stange, Theodor Friedrich (1742–1831), deutscher Theologe, Gymnasialrektor und Hochschullehrer
- Stange, Ute (* 1966), deutsche Ruderin
- Stange, Veit (* 2004), deutscher Fußballspieler
- Stange, Volker (1937–2024), deutscher Kommunalpolitiker (CDU)
- Stange-Elbe, Joachim (* 1956), deutscher Musikwissenschaftler und Computermusiker
- Stange-Freerks, Magdalene (1886–1982), deutsche Schriftstellerin
- Stangefol, Hermann (* 1575), deutscher Historiker und Rektor der Universität Köln (1639–1641)
- Stängel, Jakob Ludwig Friedrich von (* 1783), württembergischer Oberamtmann
- Stangel-Meseke, Martina (* 1963), deutsche Psychologin
- Stangeland Horpestad, Ane (* 1980), norwegische Fußballspielerin
- Stangeland, Arlan (1930–2013), US-amerikanischer Politiker
- Stangeland, Siv Helene (* 1966), norwegische Architektin
- Štangelj, Gorazd (* 1973), slowenischer Radrennfahrer
- Stangen, Carl (1833–1911), deutscher Unternehmer, Weltreisender und Schriftsteller
- Stangen, Christian Wilhelm von (1743–1809), preußischer Generalmajor
- Stangenberg, Harry (1893–1941), schwedischer Opernregisseur
- Stangenberg, Karl (* 1928), deutscher Musiker und lyrischer Dichter
- Stangenberg, Lilith (* 1988), deutsche SchauspielerinLilith Stangenberg (* 1988)

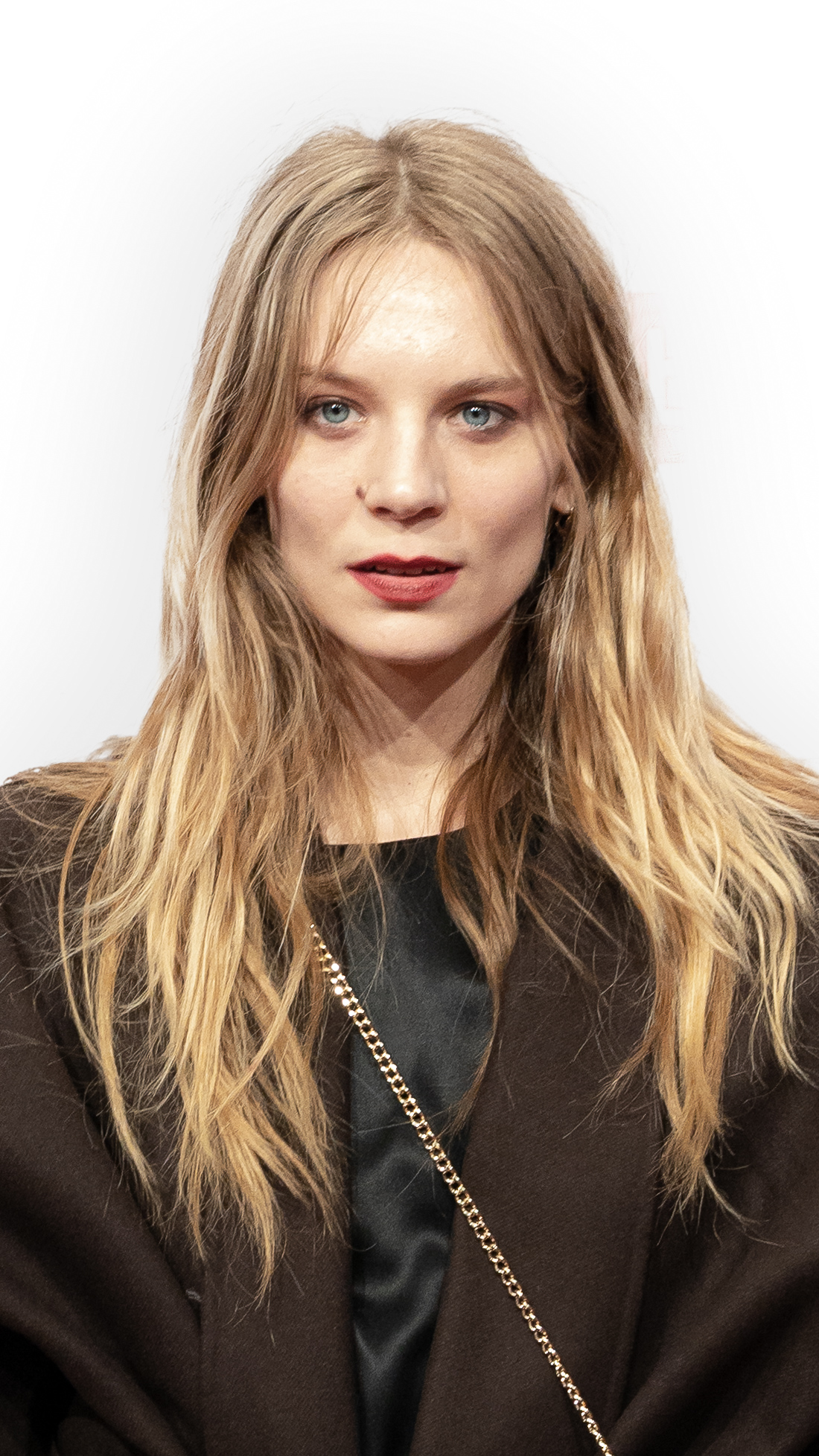
Lilith Stangenberg (* 1988)

- Stangenberg-Haverkamp, Frank (* 1948), deutscher Investmentbanker und Unternehmer
- Stangenberg-Merck, Heidy (1922–2014), deutsche Malerin und Grafikerin
- Stanger, Friedrich (1855–1934), deutscher pietistischer Prediger
- Stangerup, Eva Helle (1939–2015), dänische Schriftstellerin
- Stangerup, Hakon (1908–1976), dänischer Literaturwissenschaftler und Übersetzer
- Stangerup, Henrik (1937–1998), dänischer Schriftsteller
- Stangerup, Jacob (* 1971), dänischer Künstler
- Stanggassinger, Hans (* 1960), deutscher Rennrodler
- Stanggassinger, Ulrike (1968–2019), deutsche Skirennläuferin
- Stangier, Peter (1898–1962), deutscher Politiker (NSDAP), MdR, MdL und SA-Führer
- Stangier, Roland Maria (* 1957), deutscher Organist und Hochschullehrer
- Stangl, Alexander (1899–1946), österreichischer Politiker (SPÖ), Landtagsabgeordneter im Burgenland
- Stangl, Andreas (* 1969), österreichischer Gewerkschafter und Sozialdemokrat
- Stangl, Anita (* 1966), deutsche Unternehmerin und Schachspielerin
- Stangl, Anna (* 1961), österreichische Künstlerin
- Stangl, Anton (1917–2014), deutscher Psychologe, Verkaufstrainer und Esoteriker
- Stangl, Anton (* 1964), deutscher Handballspieler
- Stangl, Burkhard (* 1960), österreichischer Gitarrist und Komponist
- Stangl, Christian (* 1966), österreichischer Alpinist und SkyrunnerChristian Stangl (* 1966)

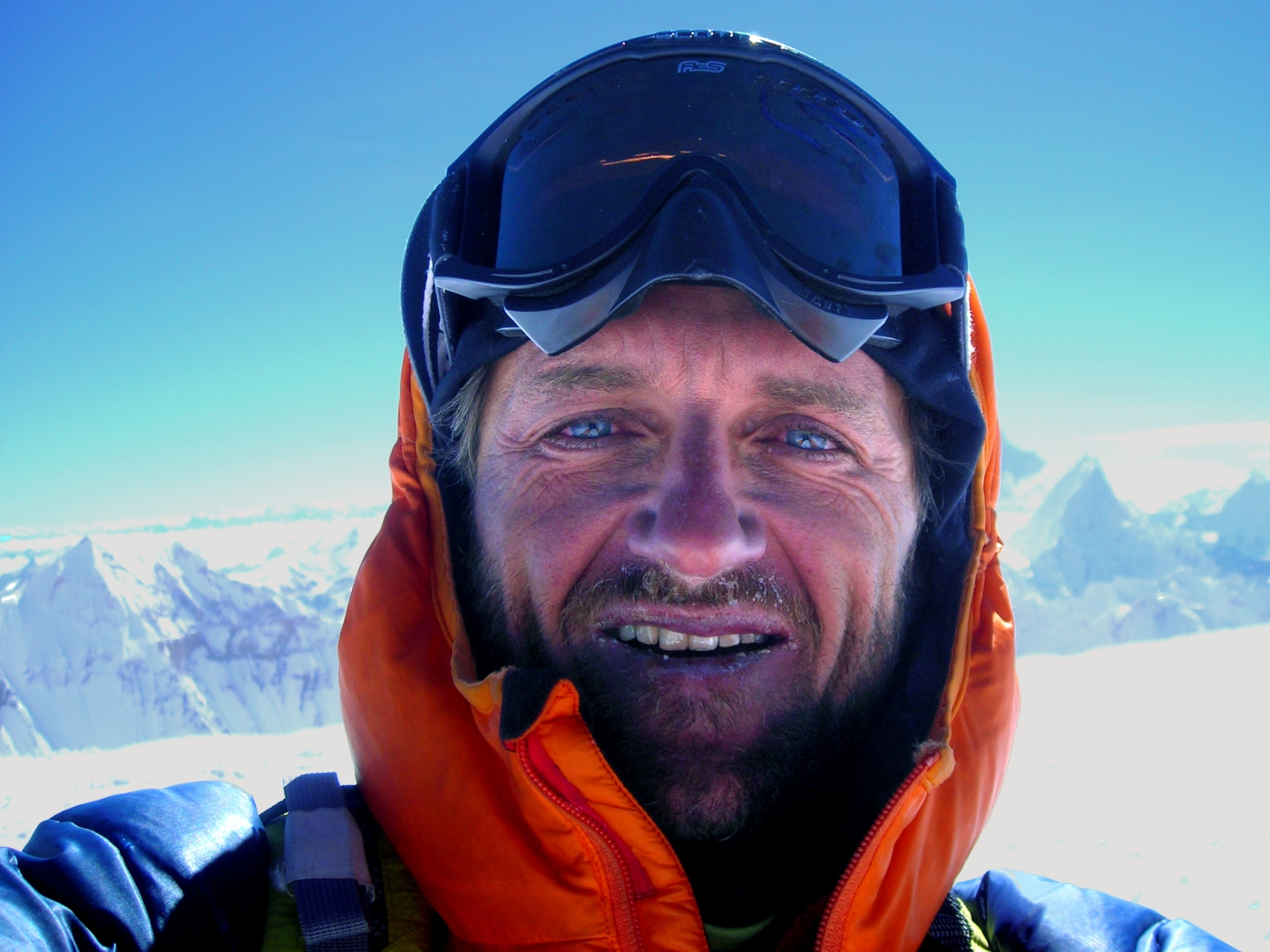
Christian Stangl (* 1966)

- Stangl, Christoph (* 1978), österreichischer Judoka
- Stangl, Etta (1913–1990), deutsche Galeristin
- Stangl, Florian, deutscher Computerspiele-Journalist
- Stangl, Franz (1908–1971), österreichischer Nationalsozialist, Kommandant der Vernichtungslager Sobibor und Treblinka
- Stangl, Gabriele (* 1964), deutsche Ernährungswissenschaftlerin und Hochschullehrerin
- Stangl, Georg (1889–1945), tschechoslowakischer Politiker (Sudetendeutsche Partei) deutscher Nationalität
- Stangl, Georg (1927–2006), österreichischer Politiker (SPÖ), Landtagsabgeordneter
- Stangl, Hans (1888–1963), deutscher Bildhauer, Vater von Otto Stangl
- Stangl, Heinz (1942–2008), österreichischer Maler, Grafiker und Keramiker
- Stangl, I (* 1954), österreichischer KabarettistI Stangl (* 1954)

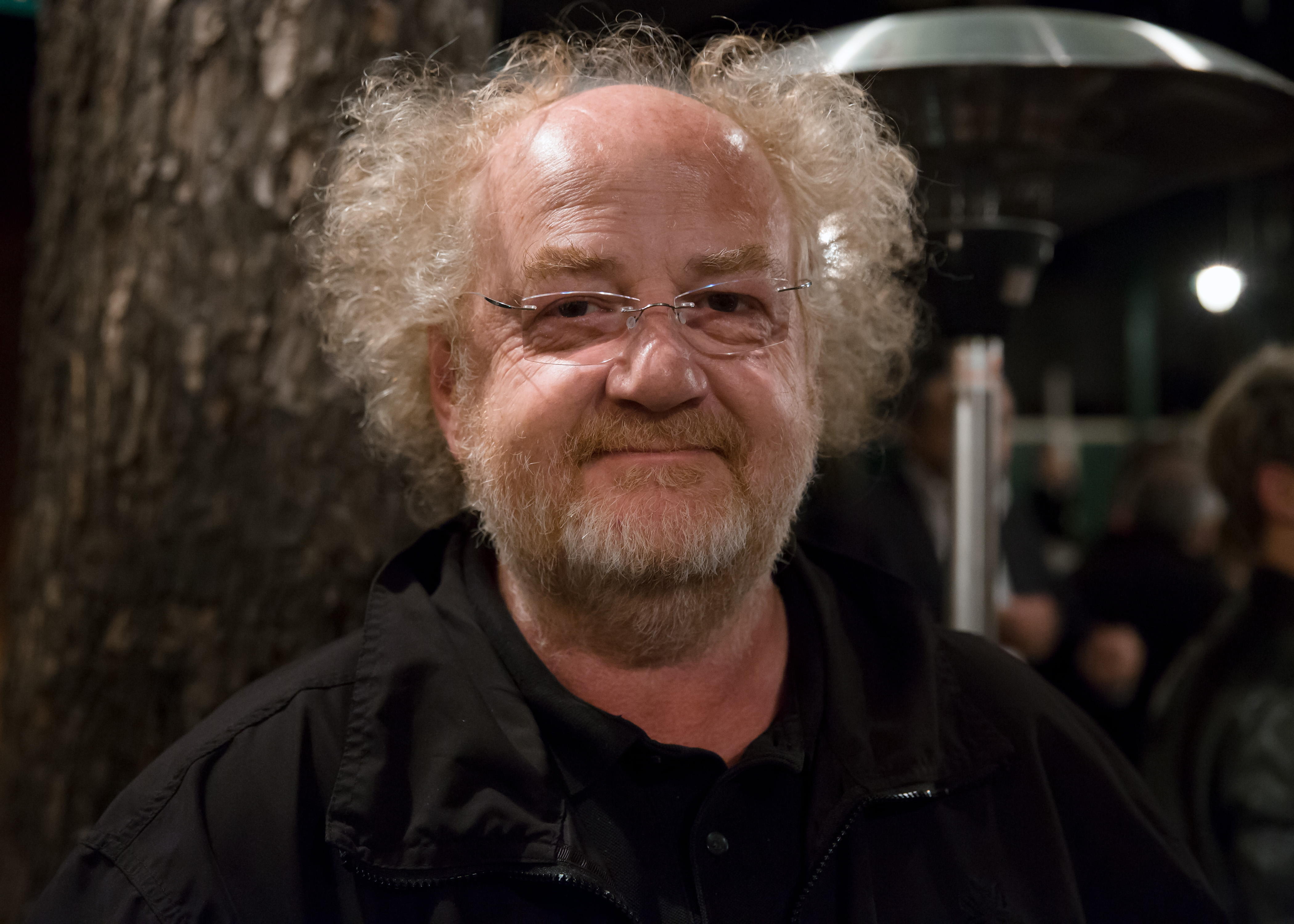
I Stangl (* 1954)

- Stangl, Innozenz (1911–1991), deutscher Turner
- Stangl, Isabella (* 1985), österreichische Misswahlsiegerin
- Stangl, Johann (1923–1988), deutscher Mykologe
- Stangl, Josef (1907–1979), deutscher Geistlicher, Bischof von Würzburg
- Stangl, Josef (1911–1966), österreichischer Geistlicher, Seelsorger und Widerstandskämpfer gegen den Nationalsozialismus
- Stangl, Karl (* 1956), deutscher Kardiologe, Professor und Direktor an der Medizinischen Klinik für Kardiologie und Angiologie an der Charité Berlin
- Stangl, Katrin (* 1977), deutsche Autorin, Illustratorin, Grafikerin und Künstlerin
- Stangl, Konrad (1913–1993), deutscher Offizier der Luftwaffe
- Stangl, Maria (1928–2017), österreichische Landwirtin und Politikerin (ÖVP), Abgeordnete zum Nationalrat
- Stangl, Markus (1969–2020), deutscher Schachspieler
- Stangl, Otto (1915–1990), deutscher Galerist, Kunsthändler und Kunstsammler
- Stangl, Philipp Ludwig (* 1979), deutscher Komponist
- Stangl, Reinhard (* 1950), deutscher Maler
- Stangl, Stefan (* 1991), österreichischer FußballspielerStefan Stangl (* 1991)

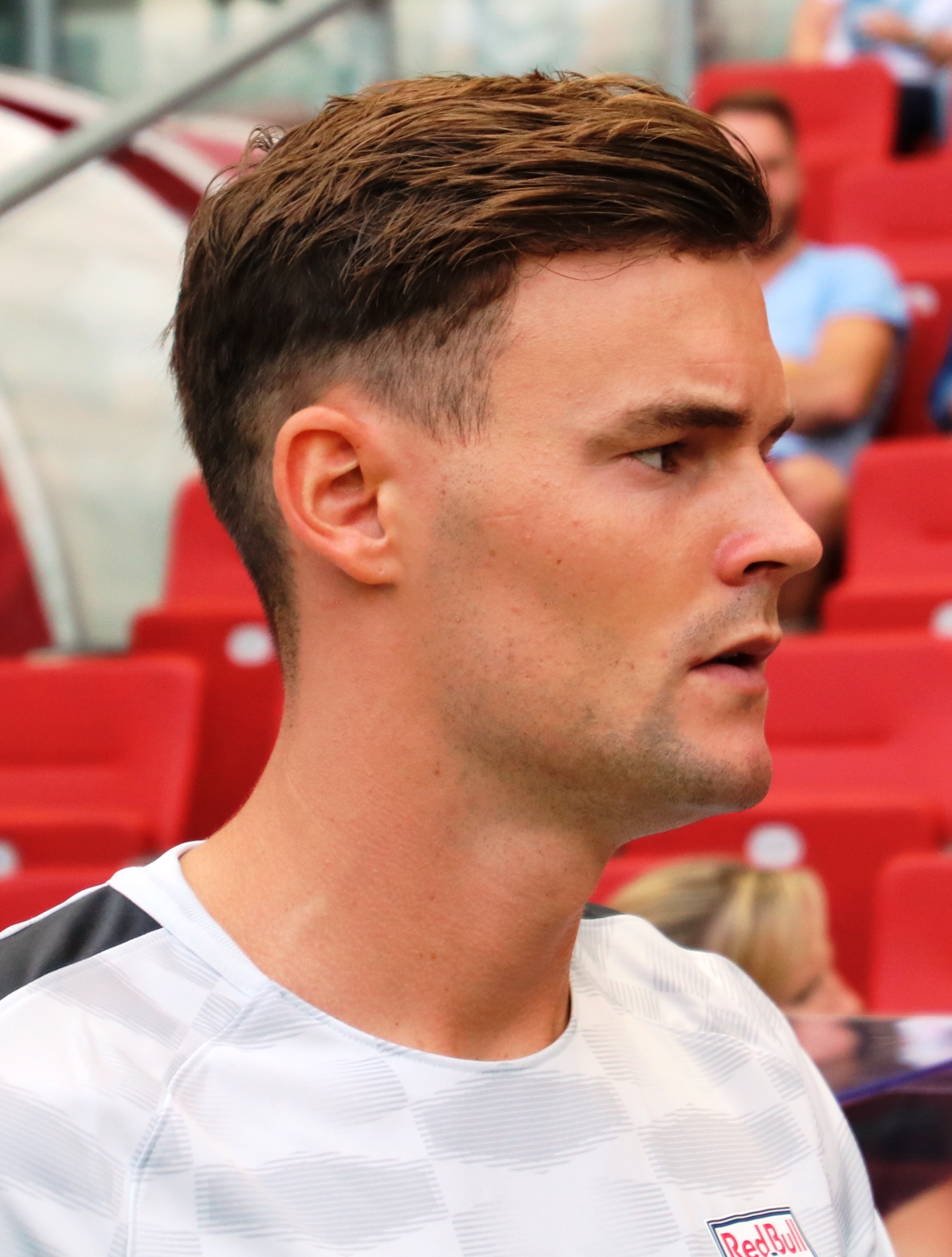
Stefan Stangl (* 1991)

- Stangl, Thomas (1854–1921), deutscher Klassischer Philologe
- Stangl, Thomas (* 1966), österreichischer Schriftsteller
- Stangl, Verena (* 1960), deutsche Internistin, Kardiologin und Professorin an der Charité Berlin
- Stangl, Verena (* 1990), deutsches Playmate und Model
- Stangl, Werner (* 1947), österreichischer Psychologe und Pädagoge, Schriftsteller
- Stangl, Wolfgang (1949–2020), österreichischer Jurist und Kriminologe
- Stangland, Robert (1881–1953), US-amerikanischer Weit- und Dreispringer
- Stangler, Franz (1910–1983), österreichischer Politiker (ÖVP), Landtagsabgeordneter
- Stanglica, Franz (1907–1946), österreichischer Historiker und Archivar
- Stanglmeier, Eduard (1893–1963), deutscher Fleisch- und Wurstwarenfabrikant
- Stanglmeier, Josef (1918–1999), deutscher Bauunternehmer, Politiker (Bayerischer Senat) und Stifter
- Stangner, Isolde (* 1941), deutsche Pädagogin und Politikerin (PDS), MdL
- Stangneth, Bettina (* 1966), deutsche Philosophin, Historikerin und Autorin
- Stangnowski, Julius (1824–1892), ostpreußischer Tischler, Vorsteher und Prediger der autochthonen, baptistischen sowie in Teilen sabbatarischen Apostolisch-Christlichen Gemeinde

### Stanh
- Stanhope, Anna Maria (1783–1857), britische Adlige und Hofdame der Königin Victoria
- Stanhope, Charles, 3. Earl Stanhope (1753–1816), britischer Politiker und Wissenschaftler
- Stanhope, Doug (* 1967), US-amerikanischer Standup-Comedian
- Stanhope, Edward (1840–1893), britischer Politiker, Unterhausabgeordneter und Minister
- Stanhope, Hester (1776–1839), britische „Königin der Wüste“ und „Mystery Lady of the Orient“
- Stanhope, James, 1. Earl Stanhope (1673–1721), britischer Staatsmann und Adliger
- Stanhope, James, 7. Earl Stanhope (1880–1967), britischer Peer und Politiker
- Stanhope, Jon (* 1951), australischer Politiker
- Stanhope, Mark (* 1952), britischer Admiral

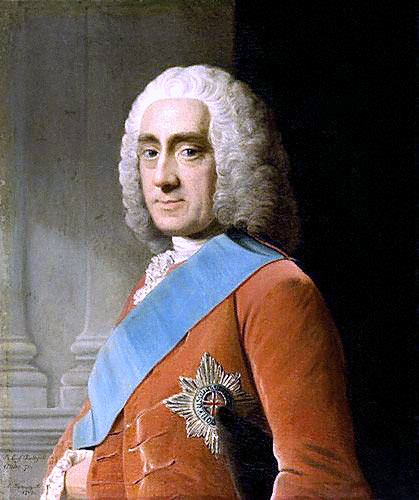
Philip Stanhope, 4. Earl of Chesterfield (1694–1773)

- Stanhope, Philip, 4. Earl of Chesterfield (1694–1773), britischer Staatsmann und SchriftstellerPhilip Stanhope, 4. Earl of Chesterfield (1694–1773)
- Stanhope, Philip, 4. Earl Stanhope (1781–1855), englischer Aristokrat, Politiker, Mitglied des House of Commons und Privatgelehrter
- Stanhope, Philip, 5. Earl of Chesterfield (1755–1815), britischer Politiker
- Stanhope, Philip, 5. Earl Stanhope (1805–1875), britischer Politiker, Mitglied des House of Commons und Historiker
- Stanhope, Richard (* 1957), britischer Ruderer
- Stanhope, William, 1 Earl of Harrington († 1756), britischer General, Diplomat und Politiker

### Stani
- Stani, Christian, österreichischer Musiker
- Stanic, Danijel (* 1987), deutscher Fernsehmoderator und JournalistDanijel Stanic (* 1987)

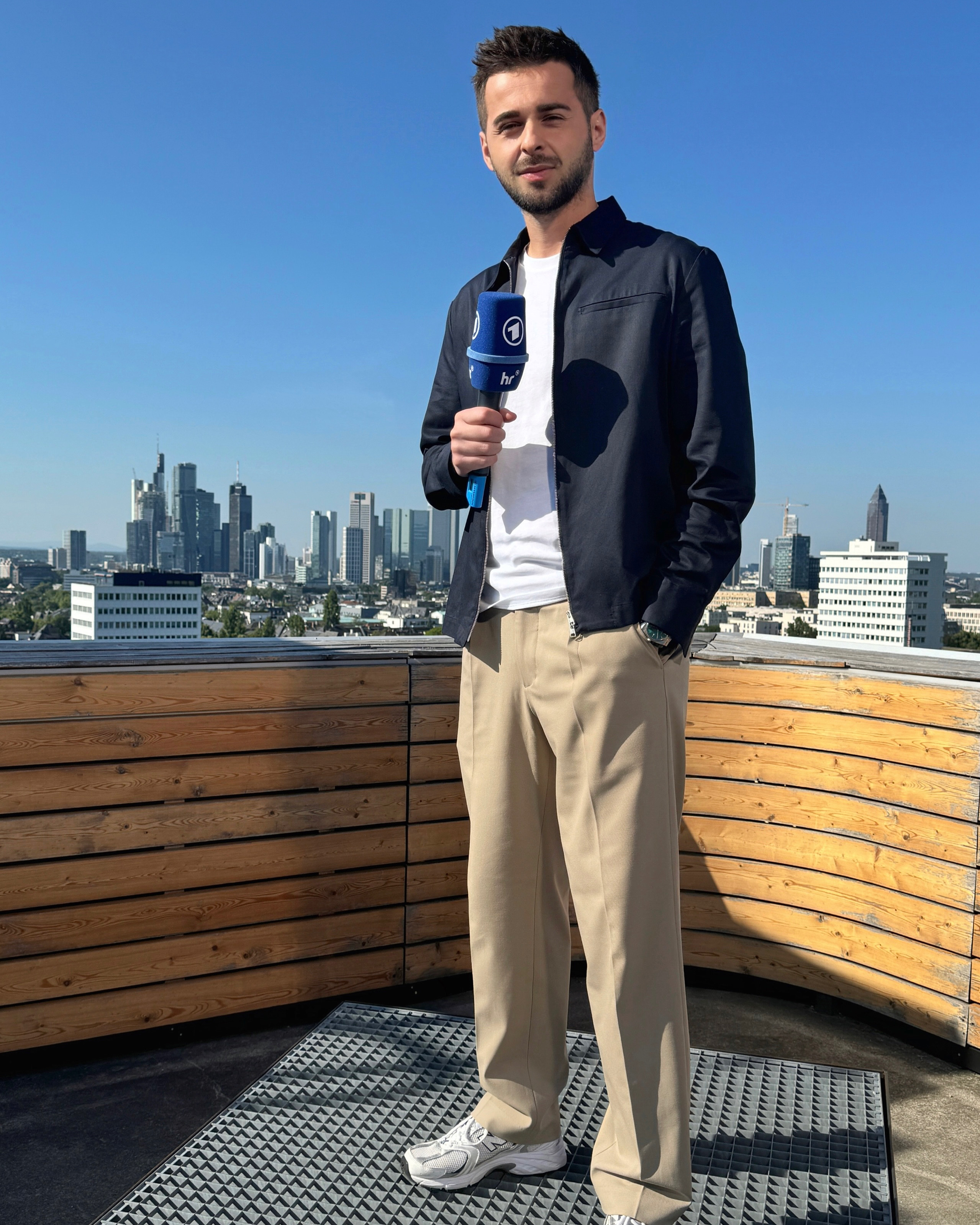
Danijel Stanic (* 1987)

- Stanić, Darko (* 1978), serbischer Handballtorwart
- Stanic, Filip (* 1998), deutscher Basketballspieler
- Stanić, Ilija (* 1945), jugoslawischer Agent der Geheimpolizei
- Stanić, Jozo (* 1999), kroatisch-deutscher Fußballspieler
- Stanić, Konstantin (1757–1830), Bischof von Križevci
- Stanic, Kresimir (* 1985), schweizerischer Fussballspieler
- Stanić, Mario (* 1972), kroatischer Fußballspieler
- Stanič, Valentin (1774–1847), österreichischer Geistlicher und Bergsteiger
- Stanič, Žiga (* 1973), slowenischer Komponist
- Stanich, George (* 1928), US-amerikanischer Hochspringer
- Staniecki, Maciej (* 1967), polnischer Fusionmusiker (Gitarre, Komposition) und Musikproduzent
- Staniek, Eduard (1859–1914), deutscher Medailleur, Bildhauer und dekorativer Designer
- Staniek, Gerda (1925–1985), österreichische Speerwerferin
- Staniek, Patricia, österreichische Profilerin
- Staniek, Ryszard (* 1971), polnischer Fußballspieler
- Stanienda, Eva (* 1937), deutsche Unternehmerin und Politikerin (CDU), MdL
- Stanier, John Wilfred (1925–2007), britischer Feldmarschall
- Stanier, Roger (1916–1982), kanadischer Mikrobiologe
- Stanier, William (1876–1965), britischer Dampflokomotivkonstrukteur
- Stanietz, Walter (1907–1965), deutscher Schriftsteller, Bühnenautor und Mitglied des literarischen Kreises um Gerhart Hauptmann
- Staniewicz, Willy (1881–1962), deutscher Ingenieur, Chef-Konstrukteur beim Nutzfahrzeughersteller Büssing
- Staniford, Frank (1893–1987), australischer Politiker, Abgeordneter
- Staniforth, Lucy (* 1992), englische Fußballspielerin
- Staniforth, Ron (1924–1988), englischer Fußballspieler
- Stanik, Friedrich (1898–1964), deutscher Kaufmann, Politiker (NSDAP), MdHB und SA-Führer
- Stanik, Juraj (* 1969), niederländischer Jazzmusiker (Piano, Komposition)
- Stanik, Oskar Johannes (1921–1989), deutscher Maler und Grafiker
- Stanik, Sjusanna (* 1954), ukrainische Juristin und Botschafterin
- Stanik, Tim (* 1978), deutscher Erziehungswissenschaftler mit Schwerpunkt Erwachsenen- und Weiterbildung
- Stănilă, Ștefania (* 1997), rumänische Kunstturnerin
- Stanilewicz, Adrian (* 2000), polnisch-deutscher Fußballspieler
- Stăniloae, Dumitru (1903–1993), rumänisch-orthodoxer Theologe
- Stanilow, Stanislaw (* 1943), bulgarischer Politiker und Archäologe
- Stanionis, Eimantas (* 1994), litauischer Boxer
- Stanionis, Klaudijus (* 1951), litauischer Politiker
- Stanior, Marianne (1911–1967), deutsche Schauspielerin und Tänzerin
- Stanis, Sharon, US-amerikanische Geigerin und Musikpädagogin
- Stanisavljević, Devid (* 1987), serbischer Fußballspieler
- Stanischew, Christo (1863–1952), bulgarischer Freiheitskämpfer
- Stanischew, Sergei (* 1966), bulgarischer Politiker und Ministerpräsident (2005–2009), MdEP
- Stanischewski, Bruno, deutscher Fußballspieler
- Stanišić, Josip (* 2000), kroatisch-deutscher FußballspielerJosip Stanišić (* 2000)

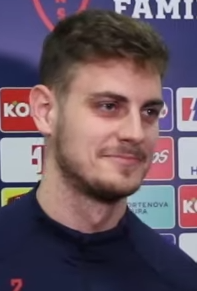
Josip Stanišić (* 2000)

- Stanišić, Jovica (* 1950), serbischer Politiker, Geheimdienstchef Serbiens und Jugoslawiens
- Stanišić, Saša (* 1978), deutsch-bosnischer SchriftstellerSaša Stanišić (* 1978)

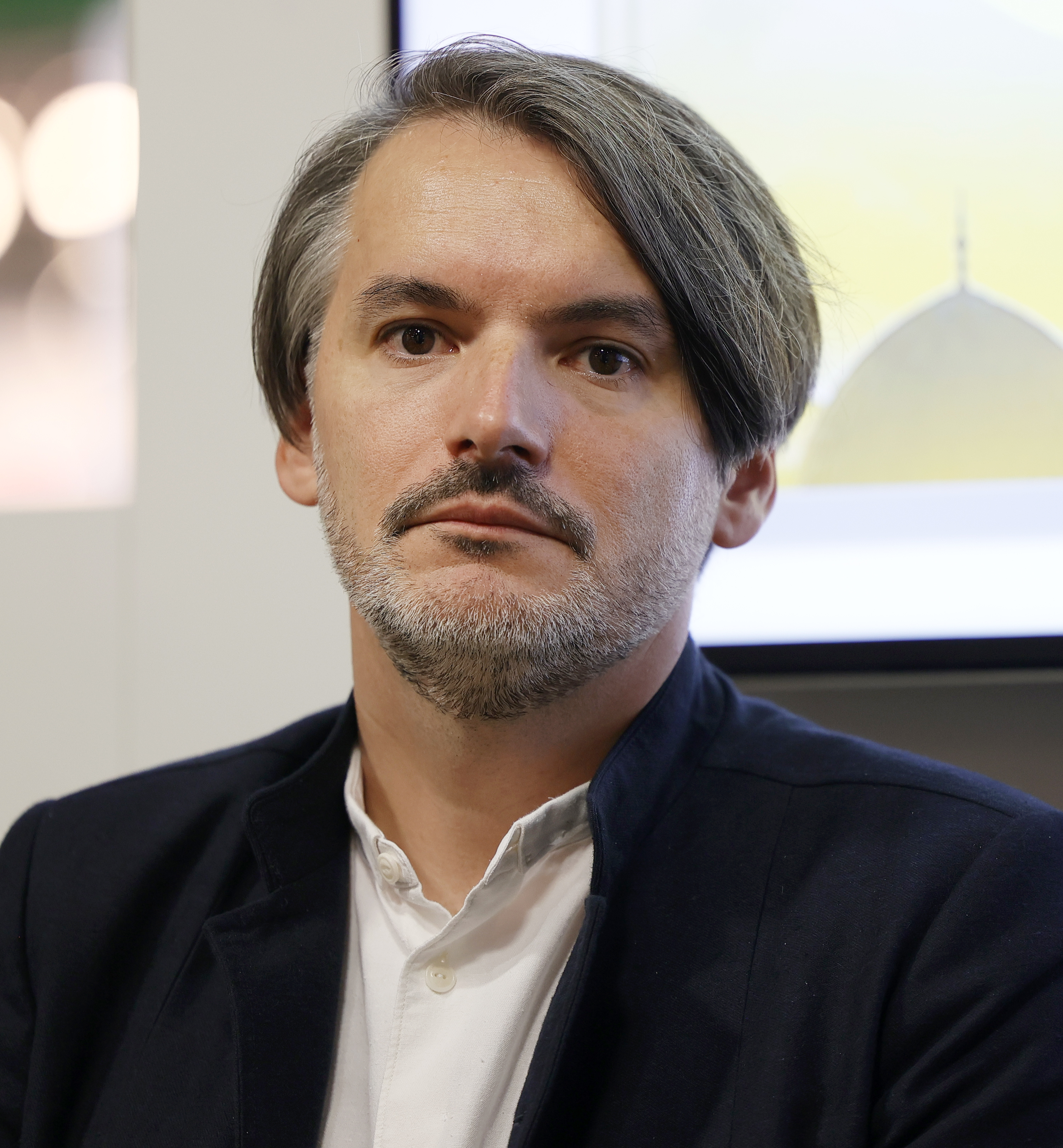
Saša Stanišić (* 1978)

- Stanisière, Carole (* 1970), französische Skilangläuferin
- Stanislas, Junior (* 1989), englischer Fußballspieler
- Stanislas, Piotr (* 1952), polnisch-französischer Pornodarsteller
- Stanislaus II. August Poniatowski (1732–1798), letzter König von Polen und Großfürst von Litauen
- Stanislaus von Krakau († 1079), Bischof
- Stanislaus von Znaim († 1414), böhmischer Theologe und Philosoph, Rektor der Karlsuniversität
- Stanislaus, Roger (* 1968), englischer Fußballspieler
- Stanislauskas, Jonas (1919–1976), litauischer Pädagoge und Schuldirektor in Rukla
- Stanislavich, Nikolaus (1694–1750), Bischof des Csanáder Bistums
- Stanislaw, Fürst von Kiew und Fürst von Rjasan
- Stanisław (1500–1524), Herzog von Masowien
- Stanisław II. von Kiew, römisch-katholischer Bischof von Kiew (1431)
- Stanisław Kałużyński (1925–2007), polnischer Mongolist und Jakutologe
- Stanisław Kazimierczyk (1433–1489), polnischer römisch-katholischer Ordensgeistlicher, Pfarrer und Prediger
- Stanisław Siemowit von Masowien, polnischer Prinz
- Stanisław von Budzowo, römisch-katholischer Bischof von Kiew 1430
- Stanisław von Skarbimierz († 1431), polnischer Jurist, Domherr der Wawelkathedrale in Krakau
- Stanislaw von Smolensk, Fürst von Smolensk
- Stanislaw, Michael (* 1987), österreichischer Fußballspieler
- Stanislawski, Holger (* 1969), deutscher Fußballspieler und -trainerHolger Stanislawski (* 1969)

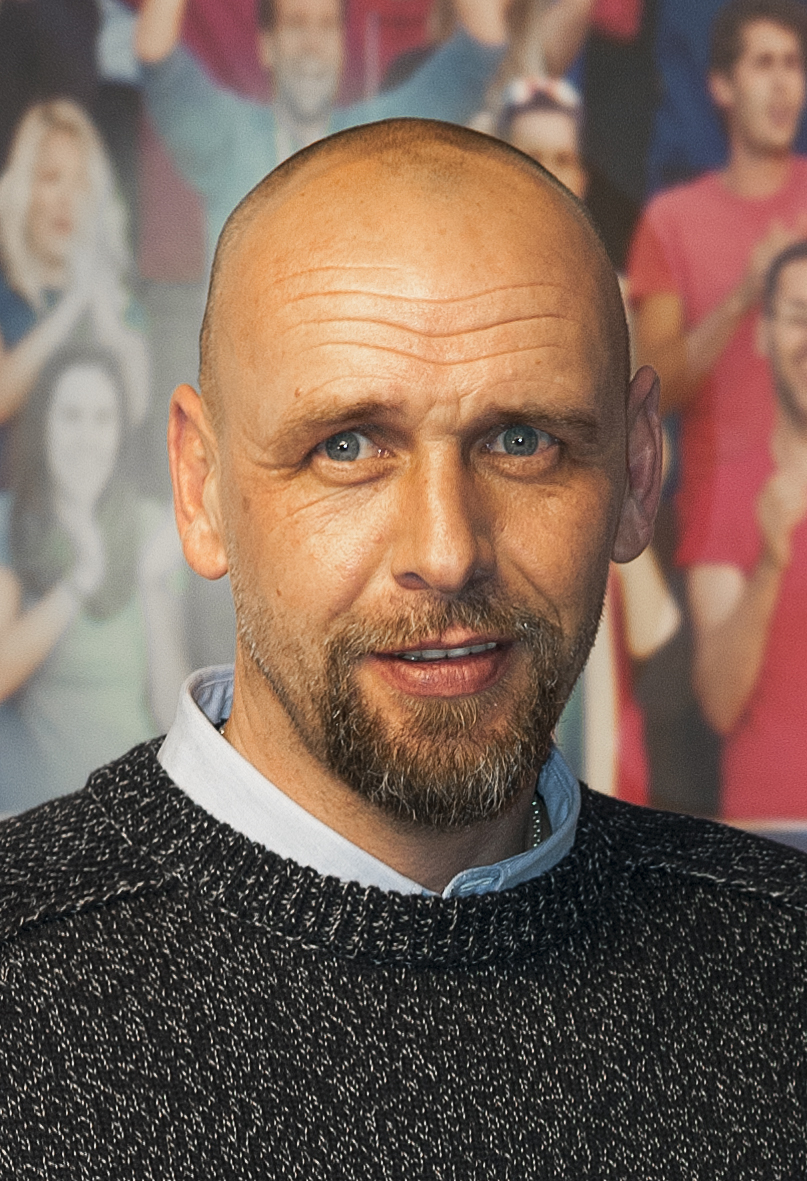
Holger Stanislawski (* 1969)

- Stanisławski, Jan (1860–1907), polnischer Maler
- Stanislawski, Konstantin Sergejewitsch (1863–1938), sowjetischer Schauspieler, Regisseur, Theaterreformer und Vertreter des Naturalismus
- Stanislovaitis, Romualdas, litauischer Jurist, Professor für Wirtschaftsrecht, Rechtsdogmatik
- Staniszewska, Grażyna (* 1949), polnische Politikerin, Mitglied des Sejm, MdEP
- Staniszewska, Nastazja (* 1996), polnische Künstlerin, Malerin, Grafikerin und Bildhauerin
- Staniszewski, Daniel (* 1997), polnischer Radsportler
- Staniszewski, Jan (1913–1994), polnischer Mittelstreckenläufer
- Staniszewski, Michał (* 1973), polnischer Kanute
- Stanitzek, Georg (* 1953), deutscher Allgemeiner Literaturwissenschaftler und Germanist
- Stanitzek, Reinhold (1939–2011), deutscher Jurist und Politiker (CDU), MdL
- Staniuvienė, Levutė (* 1958), litauische Politikerin
- Stanizyn, Wiktor Jakowlewitsch (1897–1976), sowjetischer Schauspieler und Regisseur

### Stanj
- Stanjek, Czesław (* 1952), polnisch-deutscher Ringer und Trainer
- Stanjek, Eberhard (1934–2001), deutscher Sportreporter und Sportjournalist
- Stanjek, Klaus (* 1948), deutscher Dokumentarfilmregisseur, Hochschullehrer und Sozialanthropologe
- Stanjek, Robert (* 1981), deutscher Segler (Star-Klasse)
- Stanjura, Zbyněk (* 1964), tschechischer Politiker der Partei ODS

### Stank
- Stank, Nico (* 1989), deutscher Komiker, Schauspieler, Musicaldarsteller und SynchronsprecherNico Stank (* 1989)

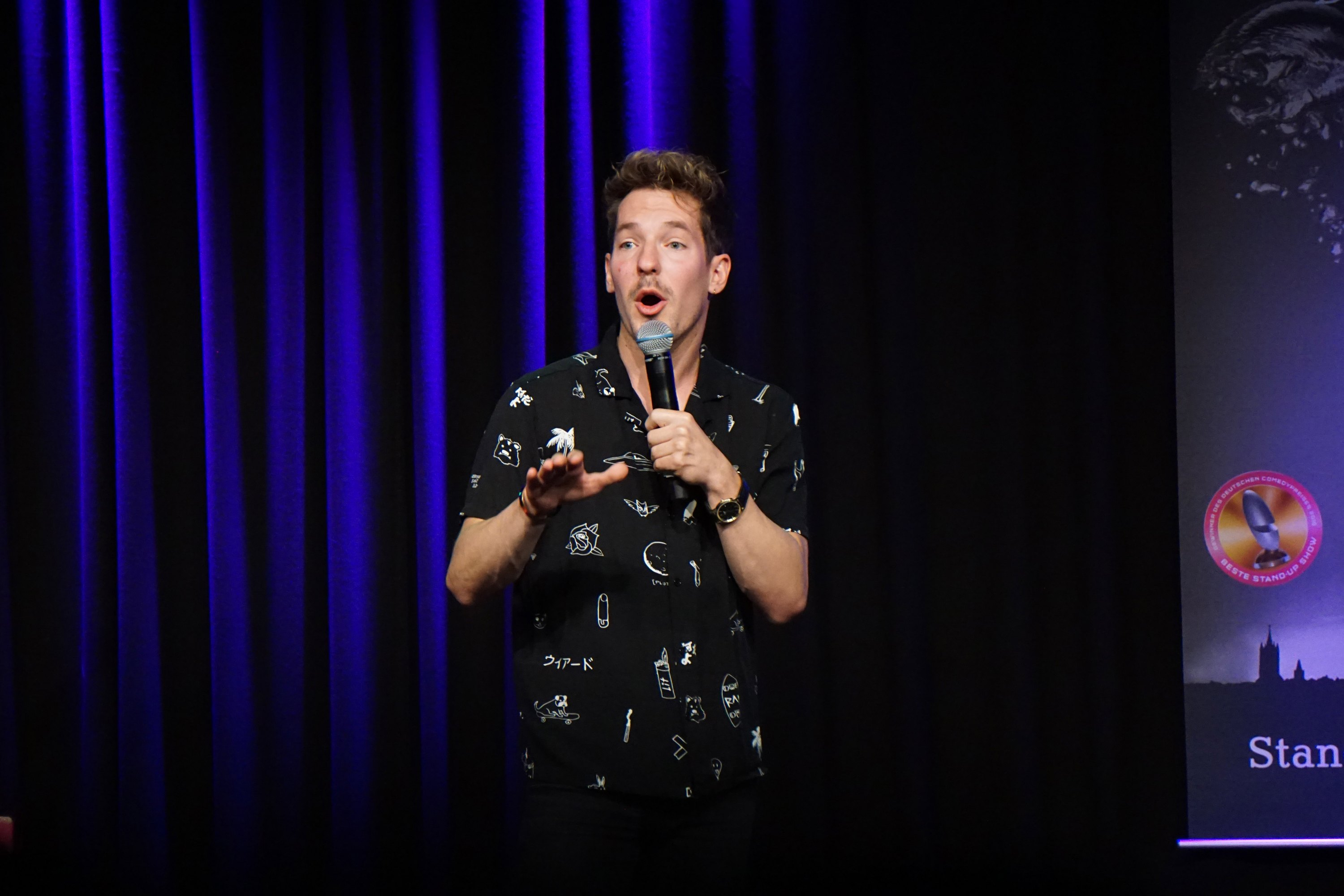
Nico Stank (* 1989)

- Stanka, George (* 1982), deutscher Basketballspieler
- Stanka, Karl (1883–1947), österreichisch-deutscher Maler, Zeichner und Chronist
- Stankalla, Stefan (* 1975), deutscher Skirennläufer
- Stanke, Gerhard (* 1945), deutscher Geistlicher und Generalvikar des Bistums Fulda
- Stanke, Grace (* 2002), US-amerikanische Nukleartechnikerin und Schönheitskönigin
- Stanke, Kurt (1903–1978), deutscher Kameramann
- Stanke, Patrick (* 1979), deutscher MusicaldarstellerPatrick Stanke (* 1979)

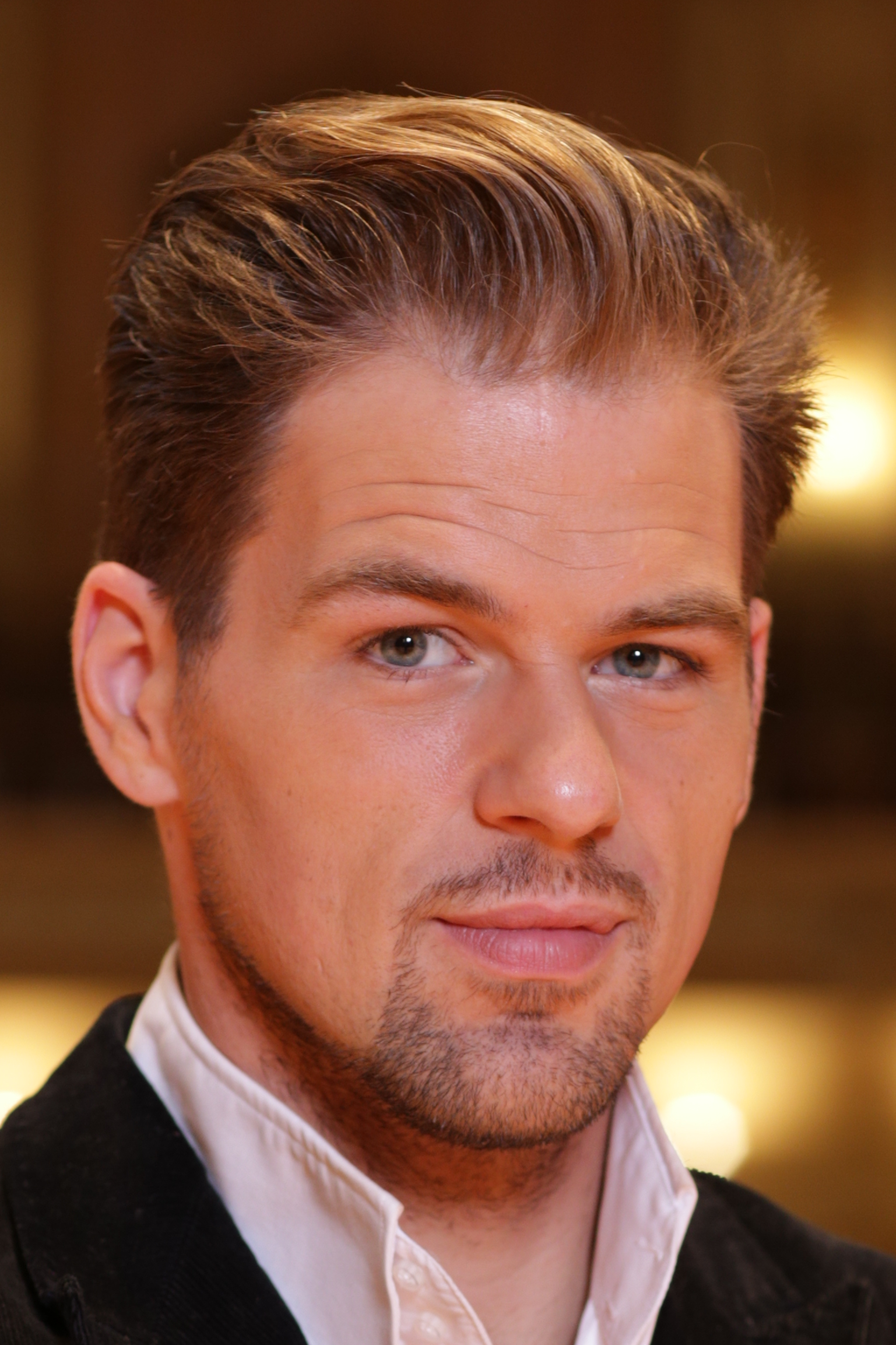
Patrick Stanke (* 1979)

- Stanke, Paul (1875–1948), deutscher Architekt
- Stanke, Willi (1907–1982), deutscher Bandleader, Komponist und Arrangeur
- Stankeit, Theodor (1848–1927), deutscher Politiker
- Stankevich, Pavel (* 1990), ukrainischer Zirkusartist
- Stankevičienė, Talė, litauische kommunistische Politikerin, Bürgermeisterin von Jonava, Partei-Funktionärin von KPdSU und LKP in Sowjetlitauen
- Stankevičius, Česlovas Vytautas (* 1937), litauischer Politiker
- Stankevicius, Joseph (* 1978), kanadischer Ruderer
- Stankevičius, Laurynas Mindaugas (1935–2017), litauischer Politiker, Mitglied des Seimas und Ministerpräsident
- Stankevičius, Marius (* 1981), litauischer Fußballspieler und -trainer
- Stankevičius, Medardas (* 2000), litauischer Tischtennisspieler
- Stankevičius, Nerijus, litauischer Brigadegeneral
- Stankevičius, Patrikas (* 1999), litauischer Volleyball- und Beachvolleyballspieler
- Stankevičius, Rimantas (1944–1990), sowjetischer Pilot und Kosmonaut
- Stankevičius, Simonas (* 1995), litauischer Fußballspieler
- Stankevičs, Zbigņevs (* 1955), lettischer römisch-katholischer Geistlicher, Erzbischof von Riga
- Stankewitsch, Kazjaryna (* 1977), belarussische Sprinterin
- Stankewitsch, Nikolai Wladimirowitsch (1813–1840), russischer Dichter
- Stankewitsch, Stanislau (1907–1980), weißrussischer Politiker, Nazikollaborateur und Antikommunist
- Stankewitsch, Wazlau (* 1954), litauischer Diplomat und Politiker, Mitglied des Seimas, Generalkonsul in Kaliningrad
- Stankewitz, Karl (1875–1967), deutscher Verwaltungsjurist, Rechtsanwalt und Landrat
- Stankiewicz, Antoni (1935–2021), polnischer römisch-katholischer Geistlicher, Kurienbischof und Kirchenrechtler
- Stankiewicz, Jan (* 1969), schwedischer Handballspieler
- Stankiewicz, Kasia (* 1977), polnische SängerinKasia Stankiewicz (* 1977)

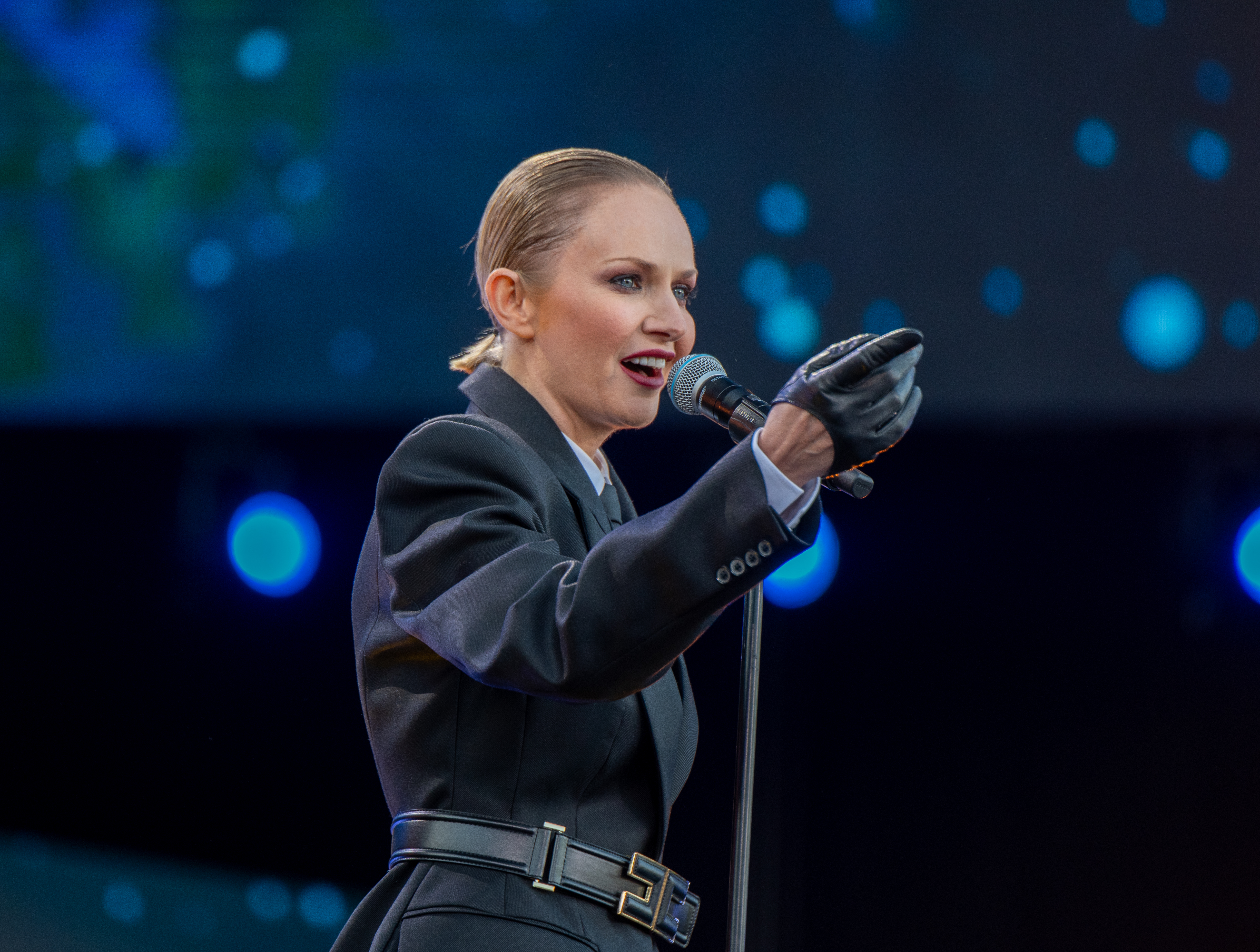
Kasia Stankiewicz (* 1977)

- Stankiewicz, Kuba (* 1963), polnischer Jazzpianist
- Stankiewicz, Monika (* 2006), polnische Tennisspielerin
- Stankiewicz, Paul (1834–1897), deutscher Kunstmaler
- Stankiewicz, Richard (1922–1983), US-amerikanischer Bildhauer
- Stankiewicz, Thea (* 1998), schwedische Handballspielerin
- Stankiewicz, Tomasz (1902–1940), polnischer Radsportler
- Stankiewicz, Zofia (1862–1955), polnische Malerin, Grafikerin und Feministin
- Stankiewicz, Zygmunt (1914–2010), Schweizer Bildhauer und Designer
- Stankiewitz, Karl (1928–2024), deutscher Journalist und Autor
- Stankina, Irina Wassiljewna (* 1977), russische Leichtathletin
- Stanko, Caleb (* 1993), US-amerikanischer Fußballspieler
- Stańko, Krystyna, polnische Jazzmusikerin (Gesang, Gitarre, Komposition)
- Stanko, Steve (1917–1978), US-amerikanischer Gewichtheber und Bodybuilder
- Stanko, Switlana (* 1976), ukrainische Marathonläuferin
- Stanko, Tjaša (* 1997), slowenische Handballspielerin
- Stańko, Tomasz (1942–2018), polnischer JazztrompeterTomasz Stańko (1942–2018)

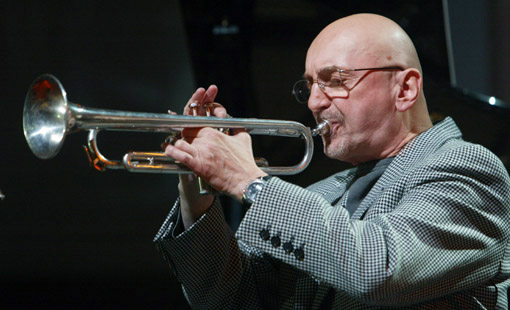
Tomasz Stańko (1942–2018)

- Staňková, Eliška (* 1984), tschechische Diskuswerferin
- Staňková, Michaela (* 1988), slowakische Basketballspielerin
- Staňková, Romana (* 1991), tschechische Volleyballspielerin
- Stanković, Anja (* 2005), serbische Tennisspielerin
- Stanković, Borisav (1876–1927), serbischer Schriftsteller
- Stanković, Borislav (1925–2020), jugoslawischer Basketballspieler, -trainer und -funktionär
- Stanković, Branko (1921–2002), jugoslawischer Fußballspieler und -trainer
- Stankovic, Cican (* 1992), österreichischer Fußballtorhüter
- Stanković, Dejan (* 1957), jugoslawischer bzw. österreichischer Fußballspieler und -trainer
- Stanković, Dejan (* 1978), serbischer Fußballspieler und -trainer
- Stanković, Dragan (* 1985), serbischer Volleyballspieler
- Stanković, Dragana (* 1996), österreichisches Model
- Stanković, Ivan (* 1982), serbischer Handballspieler
- Stanković, Ljubiša (* 1960), montenegrinischer Ingenieurwissenschaftler und Politiker
- Stanković, Marko (* 1984), serbischer Basketballtrainer
- Stanković, Marko (* 1986), österreichischer Fußballspieler und -trainerMarko Stanković (* 1986)

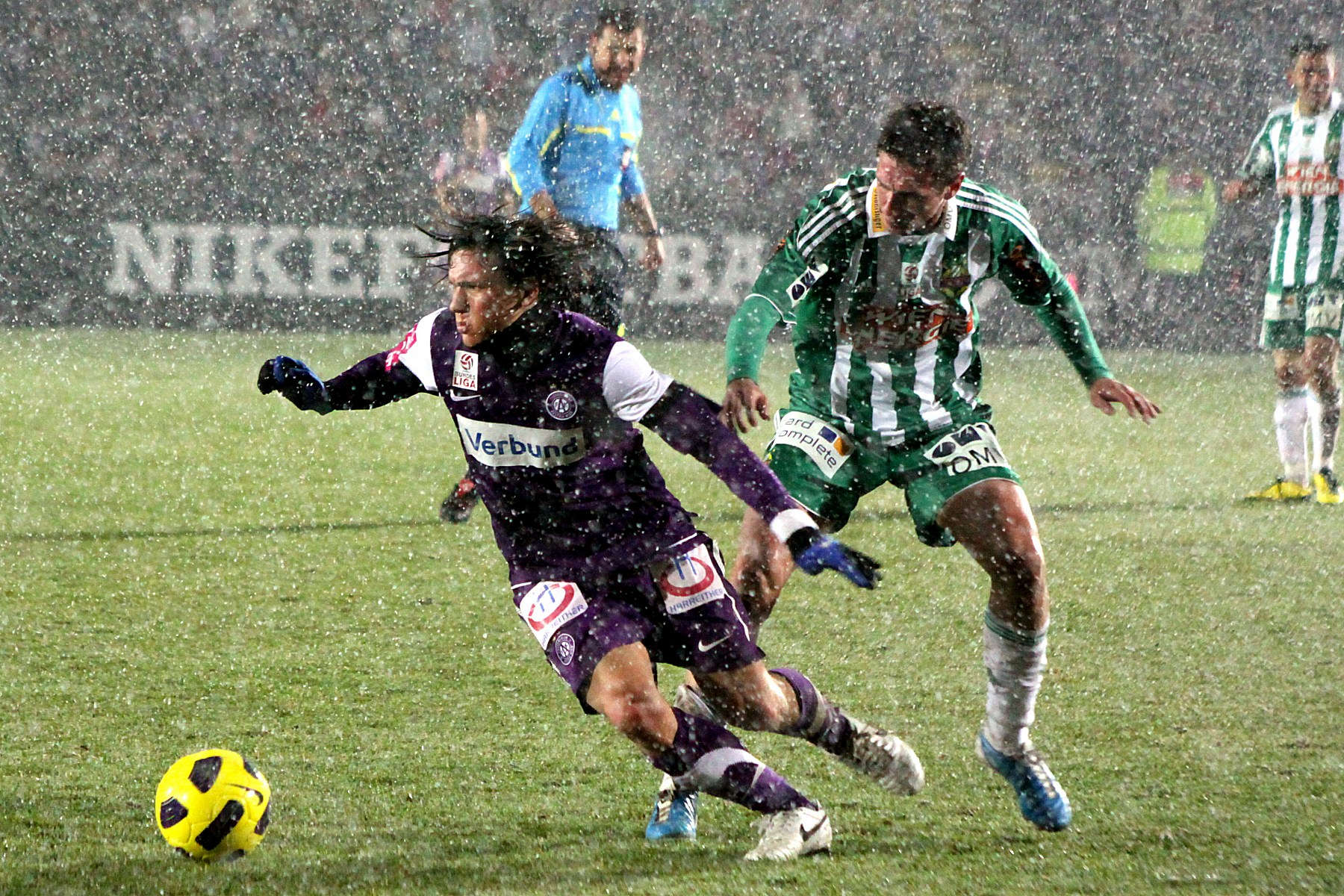
Marko Stanković (* 1986)

- Stanković, Milan (* 1987), serbischer Sänger
- Stanković, Milovan (* 1969), serbischer Autor
- Stanković, Nenad (* 1977), serbischer Fußballspieler
- Stankovic, Peter (* 1962), deutscher Eishockeyspieler
- Stanković, Srđan (* 1964), montenegrinischer Ingenieurwissenschaftler
- Stanković, Zoran (1954–2021), serbischer Arzt und Politiker
- Stankovski, Ernst (1928–2022), österreichischer Schauspieler, Regisseur, Chansonnier, Kabarettist und QuizmasterErnst Stankovski (1928–2022)

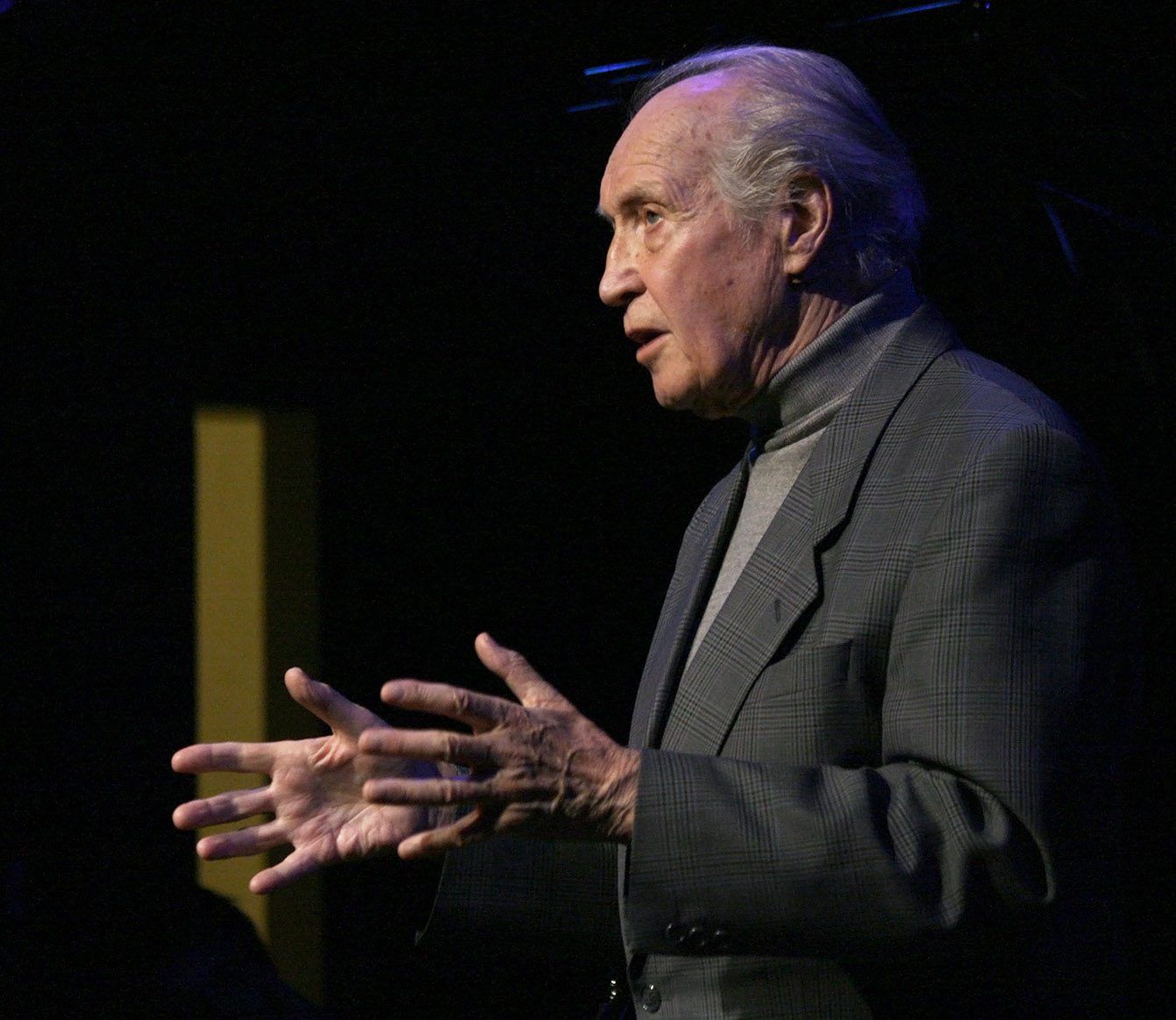
Ernst Stankovski (1928–2022)

- Stankovsky, Jan (1934–2013), österreichischer Wirtschaftsforscher
- Stankow, Georgi (* 1943), bulgarischer Boxer
- Stankow, Stanislaw (* 1999), bulgarischer Hürdenläufer
- Stankow, Stojan (* 1987), bulgarischer Naturbahnrodler
- Stankowa, Swesdelina (* 1969), bulgarische Mathematikerin und Hochschullehrerin
- Stankówna, Hanna (1938–2020), polnische Schauspielerin
- Stankowski, Albert (* 1971), polnischer Historiker
- Stankowski, Anton (1906–1998), deutscher Grafikdesigner, Fotograf und Maler
- Stankowski, Martin (* 1944), deutscher Publizist, Rundfunkautor, Geschichtenerzähler, Fremdenführer und Kabarettist
- Stankowski, Witold (* 1966), polnischer Historiker
- Stankowytsch, Jewhen (* 1942), ukrainischer Komponist
- Stankowytsch, Wassyl (* 1946), sowjetischer Florettfechter
- Stankūnas, Rimas (* 1970), litauischer Politiker
- Stankus, Aleksandrs (1907–1944), lettischer Fußballspieler
- Stankus, Vigintas (1962–2018), litauischer Künstler

### Stanl
- Stanley, Albert, 1. Baron Ashfield (1874–1948), britischer Manager und Politiker (Conservative Party), Mitglied des House of Commons
- Stanley, Allan (1926–2013), kanadischer Eishockeyspieler
- Stanley, Andy (* 1958), US-amerikanischer evangelikaler Theologe, Pastor, Gemeindegründer, Buchautor und Referent
- Stanley, Arthur 5. Baron Sheffield (1875–1931), britischer Politiker, Mitglied des House of Commons und Gouverneur des australischen Bundesstaats Victoria (1914–1920)
- Stanley, Arthur Penrhyn (1815–1881), britischer Kirchenhistoriker, Schriftsteller und Theologe
- Stanley, Augustus Owsley (1867–1958), US-amerikanischer Politiker
- Stanley, Bob (* 1964), britischer Musiker, Autor und Filmemacher
- Stanley, Brian (* 1961), irischer Politiker
- Stanley, Caroline (* 1993), US-amerikanische Fußballtorhüterin
- Stanley, Carter (1925–1966), US-amerikanischer Musiker
- Stanley, Charles (1821–1890), englischer Evangelist
- Stanley, Charles (1932–2023), US-amerikanischer Theologe, Baptistengeistlicher und AutorCharles Stanley (1932–2023)

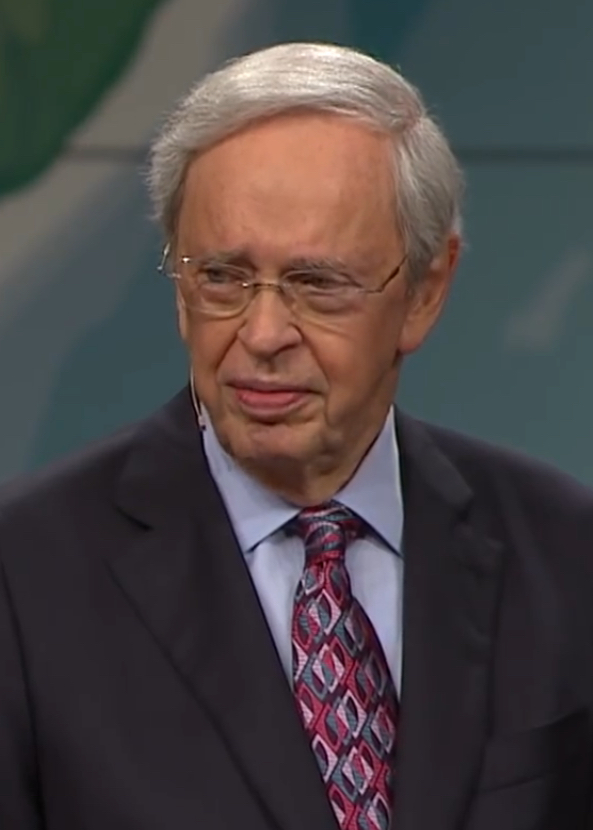
Charles Stanley (1932–2023)

- Stanley, Charles Henry (1819–1901), englischstämmiger US-amerikanischer Schachmeister und der erste offizielle Champion der USA
- Stanley, Chris (* 1979), deutsch-kanadischer Eishockeyspieler
- Stanley, Christopher (* 1965), US-amerikanischer Schauspieler
- Stanley, Clayton (* 1978), US-amerikanischer Volleyballspieler
- Stanley, Dylan (* 1984), kanadischer Eishockeyspieler und -trainer
- Stanley, Edward, 1. Baron Monteagle († 1523), englischer Adliger und Ritter
- Stanley, Edward, 15. Earl of Derby (1826–1893), britischer Politiker, Mitglied des House of Commons
- Stanley, Edward, 17. Earl of Derby (1865–1948), britischer Adliger, Offizier und konservativer Politiker
- Stanley, Edward, 19. Earl of Derby (* 1962), britischer Peer und Großgrundbesitzer
- Stanley, Edward, 2. Baron Stanley of Alderley (1802–1869), britischer Politiker (Whig, Liberal Party), Mitglied des House of Commons
- Stanley, Edward, 3. Earl of Derby (1509–1572), englischer Adeliger
- Stanley, Edward, Lord Stanley (1894–1938), britischer Politiker der Conservative Party, Minister für die Dominions
- Stanley, Eugene (* 1941), US-amerikanischer Physiker
- Stanley, Ferdinando, 5. Earl of Derby (1559–1594), englischer Adliger
- Stanley, Fiona (* 1946), australische Epidemiologin
- Stanley, Florence (1924–2003), US-amerikanische Schauspielerin
- Stanley, Frank (1922–1999), US-amerikanischer Kameramann
- Stanley, Frederick, 16. Earl of Derby (1841–1908), britischer Politiker und Generalgouverneur von Kanada
- Stanley, Gordon (* 1919), australischer Marathonläufer
- Stanley, Helene (1929–1990), US-amerikanische Schauspielerin und Tänzerin
- Stanley, Henrietta (1807–1895), britische Salonnière und Frauenbildungsaktivistin
- Stanley, Henry Morton (1841–1904), britisch-amerikanischer Journalist, Afrikaforscher und BuchautorHenry Morton Stanley (1841–1904)

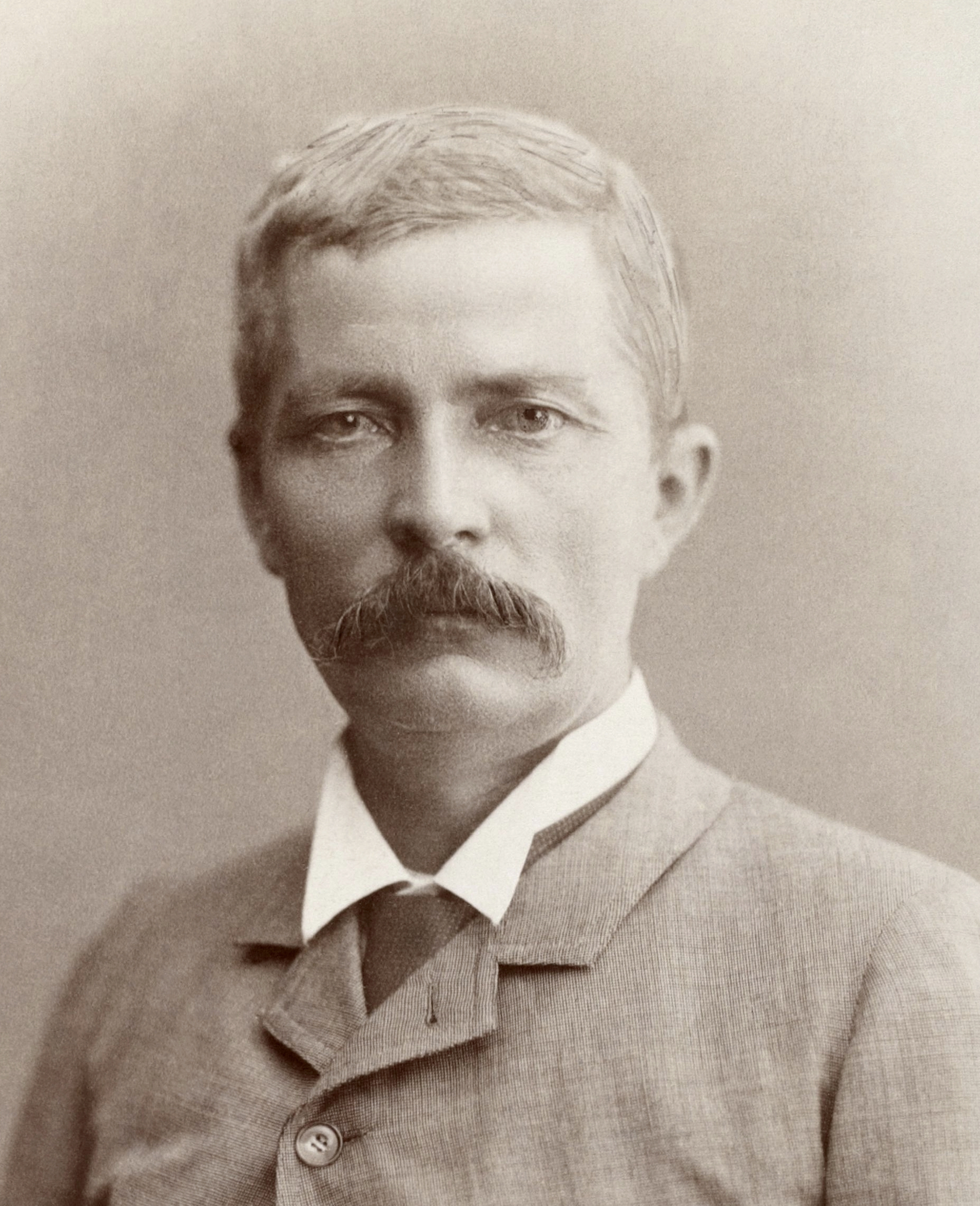
Henry Morton Stanley (1841–1904)

- Stanley, Henry, 3. Baron Stanley of Alderley (1827–1903), britischer Peer, Diplomat, Orientalist und Übersetzer
- Stanley, Henry, 4. Earl of Derby (1531–1593), englischer Adliger, Diplomat und Politiker
- Stanley, Humphrey († 1505), englischer Ritter
- Stanley, Ian (* 1963), jamaikanischer Radrennfahrer
- Stanley, Ilse (1906–1970), deutsche Schauspielerin
- Stanley, James, 7. Earl of Derby (1607–1651), englischer Peer, Politiker und Militär
- Stanley, Jason (* 1969), US-amerikanischer Philosoph
- Stanley, John (1712–1786), englischer Komponist und Organist des Spätbarock
- Stanley, John Mix (1814–1872), US-amerikanischer Maler
- Stanley, Ken (1922–2013), englischer Tischtennisspieler und -trainer
- Stanley, Kim (1925–2001), US-amerikanische Schauspielerin
- Stanley, Logan (* 1998), kanadischer Eishockeyspieler
- Stanley, Malik (* 1997), US-amerikanischer American-Football-Spieler
- Stanley, Manfred (1932–2004), US-amerikanischer Soziologe
- Stanley, Margaret, Countess of Derby (1540–1596), englische Adlige
- Stanley, Mark (* 1987), britischer Schauspieler
- Stanley, Matie (* 2003), tuvaluische Leichtathletin
- Stanley, Maude (1833–1915), englisch-britische Pionierin der Jugendarbeit und Frauenrechtsaktivistin
- Stanley, Mike (* 1957), neuseeländischer Ruderer und Sportfunktionär
- Stanley, Oliver (1896–1950), britischer Politiker, Unterhausabgeordneter
- Stanley, Owsley (1935–2011), US-amerikanischer Toningenieur und Drogenproduzent
- Stanley, Paul (* 1952), US-amerikanischer Gitarrist, Sänger und MusikproduzentPaul Stanley (* 1952)

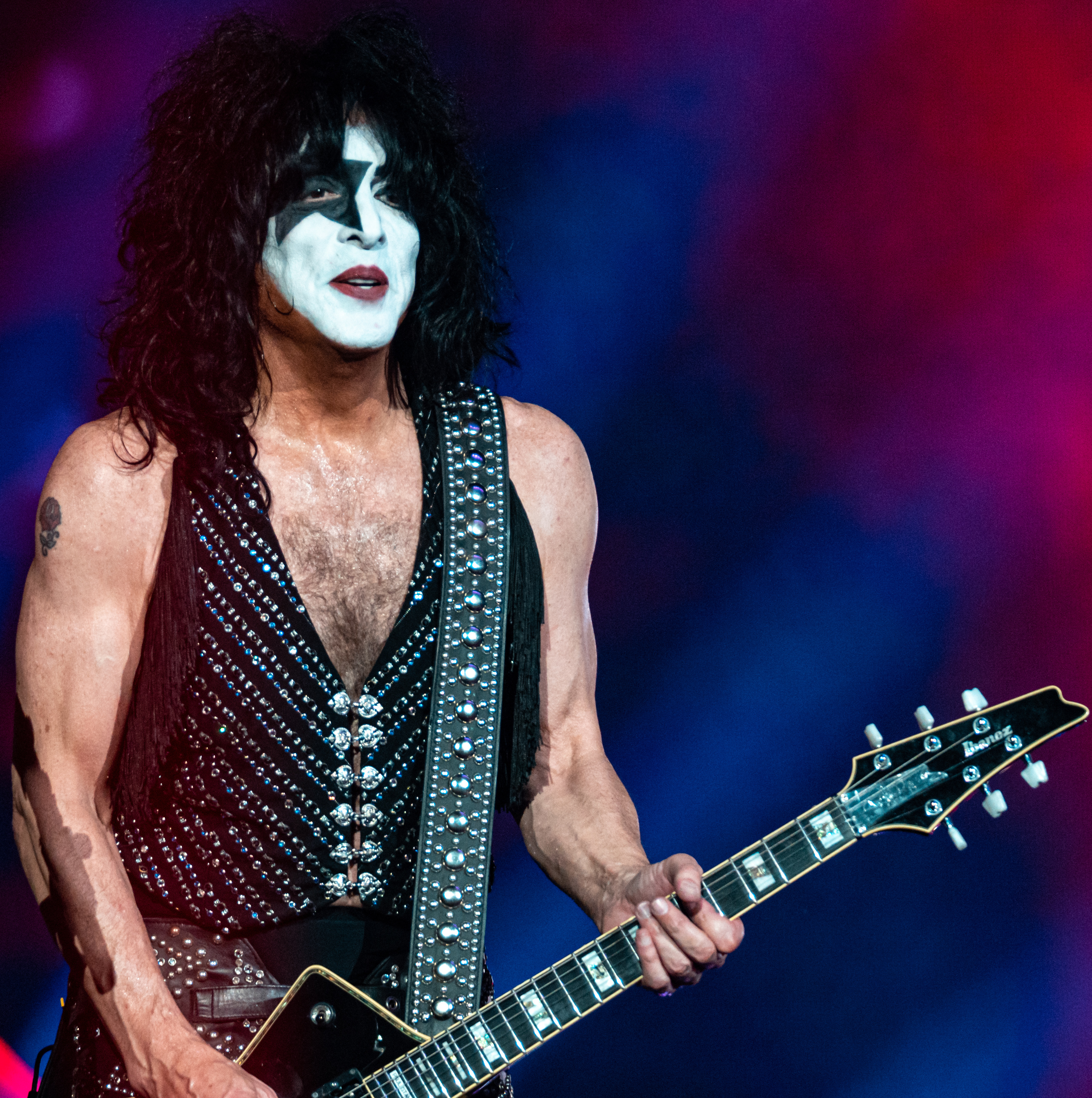
Paul Stanley (* 1952)

- Stanley, Paul (* 1983), britischer Shorttracker
- Stanley, Ralph (1927–2016), US-amerikanischer Musiker
- Stanley, Ransome (* 1953), deutscher Maler
- Stanley, Richard (* 1966), südafrikanischer Regisseur und Drehbuchautor
- Stanley, Richard P. (* 1944), US-amerikanischer Mathematiker
- Stanley, Roba († 1986), US-amerikanische Old-Time-Musikerin
- Stanley, Robert (1932–1997), US-amerikanischer Maler und Grafiker
- Stanley, Ronnie (* 1994), US-amerikanischer American-Football-Spieler
- Stanley, Sadie (* 2001), US-amerikanische Schauspielerin
- Stanley, Simon Carl (1703–1761), dänischer Bildhauer britischer Abstammung
- Stanley, Steven M. (* 1941), US-amerikanischer Paläontologe
- Stanley, Thomas Bahnson (1890–1970), US-amerikanischer Politiker
- Stanley, Thomas, 1. Baron Stanley († 1459), englischer Adeliger und Politiker
- Stanley, Thomas, 1. Earl of Derby († 1504), englischer Staatsmann, erster Earl of Derby und Herrscher der Isle of ManThomas Stanley, 1. Earl of Derby († 1504)

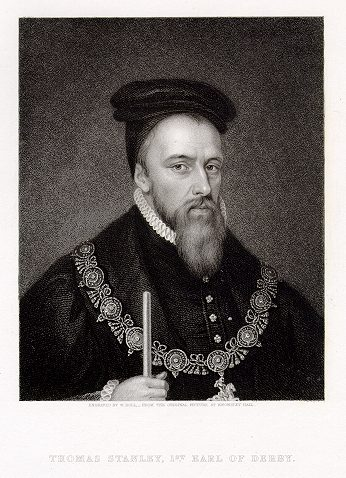
Thomas Stanley, 1. Earl of Derby († 1504)

- Stanley, Thomas, 2. Baron Monteagle (1507–1560), englischer Peer
- Stanley, Thomas, 8. Baron Stanley of Alderley (1927–2013), britischer Peer und Politiker
- Stanley, Venetia (1887–1948), britische Adelige
- Stanley, Victor (1867–1934), britischer Admiral der Royal Navy
- Stanley, Wendell Meredith (1904–1971), US-amerikanischer Biochemiker und Virologe, Nobelpreis für Chemie (1946)
- Stanley, William († 1495), englischer Ritter und Feldherr der Rosenkriege
- Stanley, William (1858–1916), US-amerikanischer Erfinder
- Stanley, William 6. Earl of Derby († 1642), englischer Adliger
- Stanley, William E. (1844–1910), US-amerikanischer Politiker
- Stanley, William T. (1956–2015), US-amerikanischer Mammaloge
- Stanley, William, 3. Baron Monteagle († 1581), englischer Peer
- Stanley, Winifred C. (1909–1996), US-amerikanische Politikerin
- Stanly, Edward (1810–1872), US-amerikanischer Politiker
- Stanly, John (1774–1834), US-amerikanischer Politiker
- Stanly, Mirela, deutsche Autorin

### Stanm
- Stanmeyer, John (* 1964), US-amerikanischer Fotograf und Fotojournalist

### Stann
- Stannard, Eliot (1888–1944), britischer Drehbuchautor
- Stannard, Eloise Harriet (1829–1915), englische Malerin von Stillleben
- Stannard, Ian (* 1987), britischer Radrennfahrer und Sportlicher LeiterIan Stannard (* 1987)

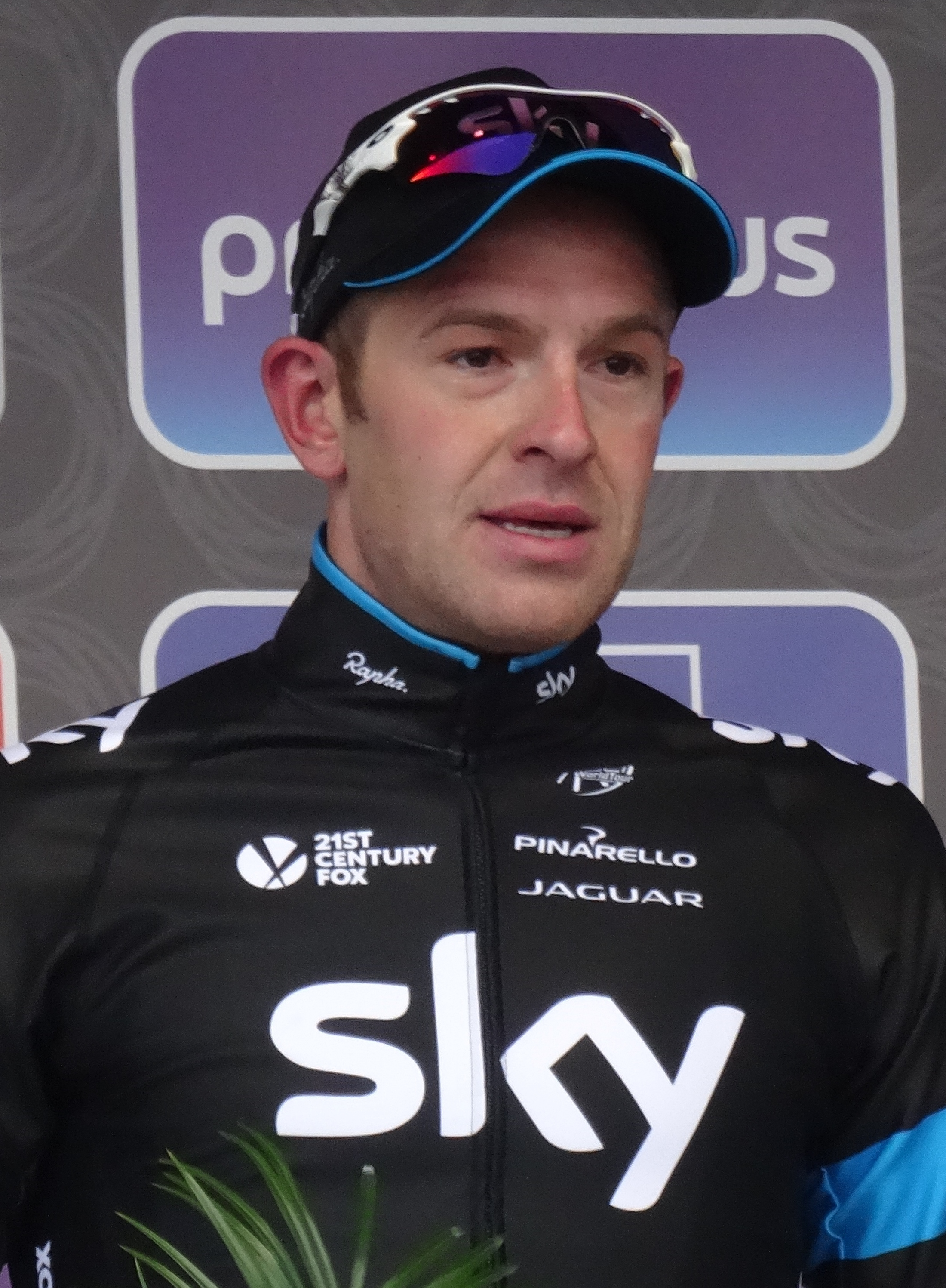
Ian Stannard (* 1987)

- Stannard, James (* 1983), australischer Rugbyspieler
- Stannard, Richard (* 1974), britischer Triathlet
- Stannard, Robert (* 1998), australischer Radrennfahrer
- Stannard, Russell (1931–2022), britischer Physiker und Autor
- Stannarius, Gregorius (1610–1670), deutscher reformierter Geistlicher, Theologe und Philosoph
- Stannarius, Stefan (* 1961), deutscher Skispringer
- Stanne, Mikael (* 1974), schwedischer SängerMikael Stanne (* 1974)

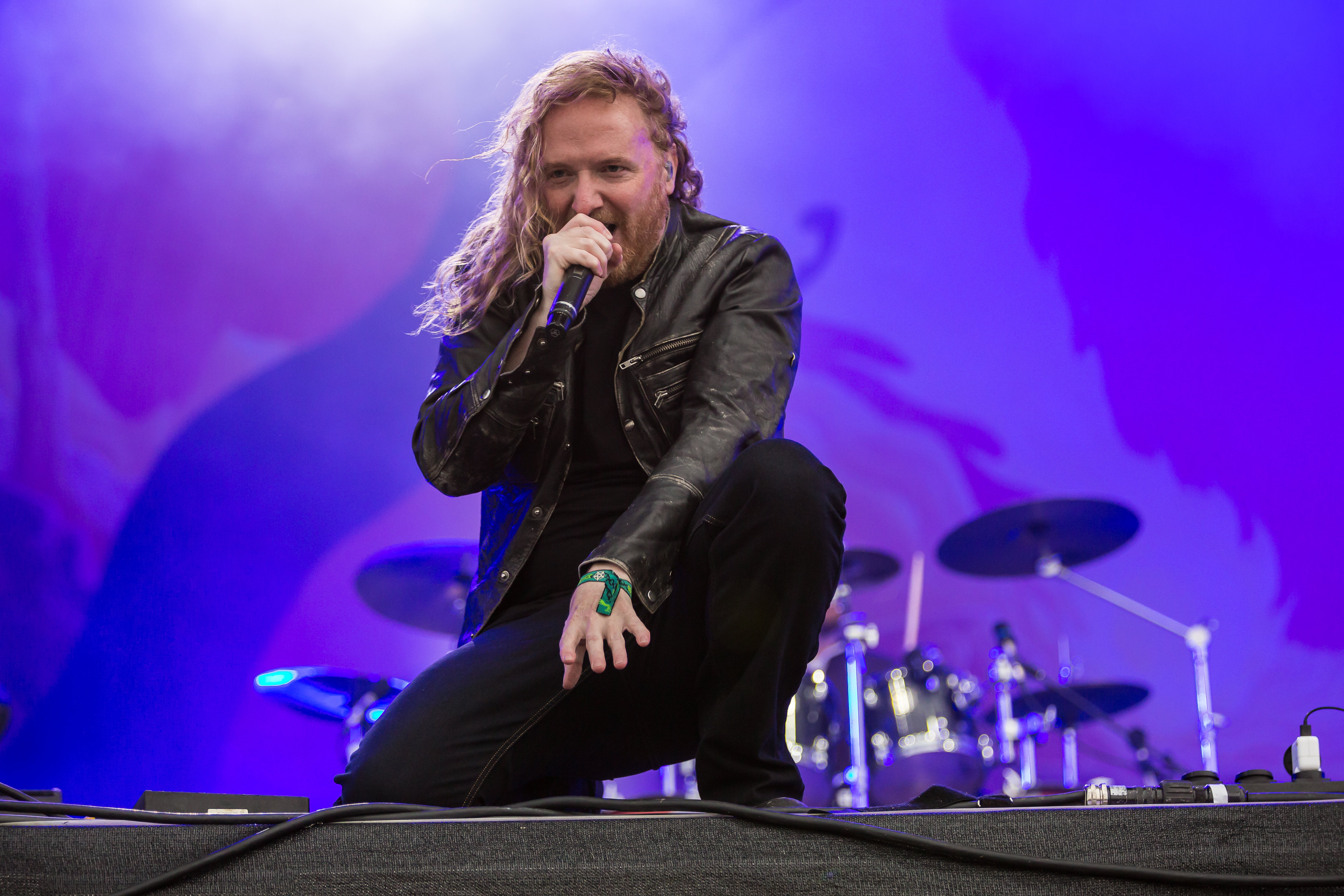
Mikael Stanne (* 1974)

- Stannebein, Friedrich Wilhelm (1816–1894), Hobby-Meteorologe, Wegbereiter der modernen Meteorologie
- Stannek, Olaf (* 1960), deutscher Schauspieler, Regisseur, Moderator, Redakteur, Synchron- und Off-Sprecher
- Stannek, Wolfgang (* 1941), deutscher Maschinenbauingenieur und Unternehmer
- Stänner, Franz (1949–2023), deutscher politischer Beamter
- Stanner, Karel (* 1949), tschechischer Fußballspieler und -trainer
- Stanner, William Edward Hanley (1905–1981), australischer Anthropologe
- Stanning, Heather (* 1985), britische Ruderin
- Stannius, Hermann (1808–1883), deutscher Mediziner, Zoologe, Anatom und Physiologe

### Stano
- Stano, Gerald (1951–1998), US-amerikanischer SerienmörderGerald Stano (1951–1998)

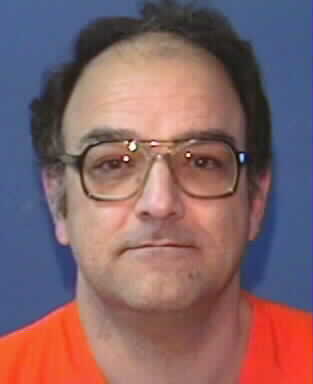
Gerald Stano (1951–1998)

- Stano, Július (1900–1971), slowakischer Politiker
- Stano, Massimo (* 1992), italienischer Geher
- Stanoeski, Toni (* 1993), nordmazedonischer Skilangläufer und Biathlet
- Stanoeski, Tošo (* 1993), nordmazedonischer Skilangläufer und Biathlet
- Stanojević, Aleksandar (* 1984), serbischer Handballspieler
- Stanojevic, Jovan (* 1979), serbisch-orthodoxer Geistlicher, Bischof von Hum, Vikarbischof der Diözese von Düsseldorf und Deutschland sowie Generalsekretär der Orthodoxen Bischofskonferenz in Deutschland
- Stanojević, Jovo (* 1977), serbischer Basketballspieler
- Stanojević, Vladimir (* 1971), serbischer Handballspieler und -trainer
- Stanojlovic, Miodrag (1908–1984), serbisch-orthodoxer Priester und Opfer des Nationalsozialismus
- Stanojoski, Zvonko (* 1964), nordmazedonischer Schachspieler
- Stanonik, Franz (1841–1918), österreichischer Geistlicher, Theologe und Hochschullehrer
- Stanonik, Herbert (* 1993), österreichischer Tanzsportler
- Stanovnik, Andrés (* 1949), argentinischer römisch-katholischer Geistlicher, emeritierter Erzbischof von Corrientes
- Stanovnik, Janez (* 1922), jugoslawischer Politiker
- Stanowski, Wally (1919–2015), kanadischer Eishockeyspieler
- Stanowsky, Peter, deutscher Musiker

### Stans
- Stans, Jeff (* 1990), niederländischer Fußballspieler
- Stans, Maurice (1908–1998), US-amerikanischer Politiker (Republikaner)
- Stansbury, Howard (1806–1863), US-amerikanischer Offizier und Forscher
- Stansbury, Melanie (* 1979), US-amerikanische Politikerin der Demokratischen Partei
- Stansbury, Terence (* 1961), US-amerikanisch-französischer Basketballspieler und -trainer
- Stanschus, Arlette (* 1975), deutsche Schauspielerin und Synchronsprecherin
- Stansfeld, James (1820–1898), britischer Politiker, Mitglied des House of Commons
- Stansfield, Adam (1978–2010), englischer Fußballspieler
- Stansfield, Claire (* 1964), kanadisch-britische Schauspielerin
- Stansfield, Elsa (1945–2004), schottisch-niederländische Installationskünstlerin und Pionier der Videokunst
- Stansfield, Jay (* 2002), englischer Fußballspieler
- Stansfield, Lisa (* 1966), britische Sängerin und SchauspielerinLisa Stansfield (* 1966)

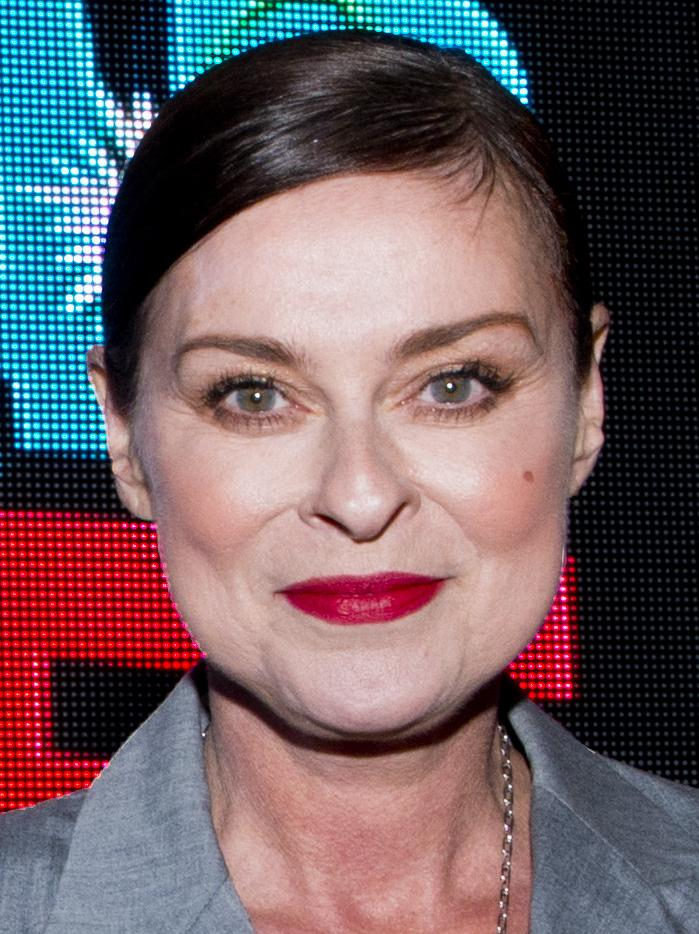
Lisa Stansfield (* 1966)

- Stanshall, Vivian (1943–1995), englischer Rockmusiker
- Stanske, Heinz (1909–1992), deutscher Violinist und Musikpädagoge
- Stansky, Peter (* 1932), US-amerikanischer Historiker

### Stant
- Stantchev, Mario (1948–2023), bulgarisch-französischer Jazzmusiker (Piano, Komposition)
- Stantchev, Vladimir (* 1974), bulgarischer Informatiker
- Stantcheva, Stefanie, bulgarisch-französische Ökonomin (Mikroökonomie)
- Stantic, Lita (* 1942), argentinische Filmproduzentin, Drehbuchautorin und Regisseurin
- Stantien, Friedrich Wilhelm (1817–1891), deutscher Unternehmer in der Bernsteinförderung
- Stantke, Manfred (* 1927), deutscher Diplomat, Botschafter der DDR
- Stanton, Andrew (* 1965), US-amerikanischer Regisseur, DrehbuchautorAndrew Stanton (* 1965)

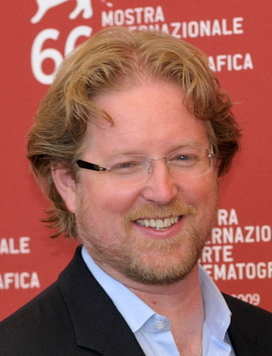
Andrew Stanton (* 1965)

- Stanton, Andy (* 1973), britischer Kinderbuchautor
- Stanton, Arabella (* 2014), britische Schauspielerin
- Stanton, Benjamin (1809–1872), US-amerikanischer Politiker und Jurist
- Stanton, Christine (* 1959), australische Hochspringerin
- Stanton, David (* 1957), irischer Politiker (Fine Gael)
- Stanton, Drew (* 1984), US-amerikanischer American-Football-Spieler
- Stanton, Edwin M. (1814–1869), US-amerikanischer Politiker
- Stanton, Elizabeth Cady (1815–1902), US-amerikanische Bürgerrechtlerin und Frauenrechtlerin in den USA
- Stanton, Eric (1926–1999), US-amerikanischer Zeichner erotischer Comics und Illustrationen
- Stanton, Frederick Perry (1814–1894), US-amerikanischer Politiker
- Stanton, Giancarlo (* 1989), US-amerikanischer Baseballspieler
- Stanton, Greg (* 1970), amerikanischer Politiker der Demokratischen Partei, Bürgermeister von Phoenix
- Stanton, Gregory (* 1947), US-amerikanischer Anthropologe und Professor
- Stanton, Greta W. (1919–2011), austroamerikanische Sozialarbeitswissenschaftlerin
- Stanton, Harry Dean (1926–2017), US-amerikanischer SchauspielerHarry Dean Stanton (1926–2017)

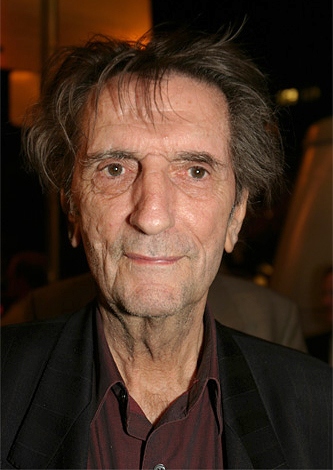
Harry Dean Stanton (1926–2017)

- Stanton, Henry Brewster (1805–1887), US-amerikanischer Journalist, Rechtsanwalt, Politiker und Abolitionist
- Stanton, J. William (1924–2002), US-amerikanischer Politiker
- Stanton, James V. (1932–2022), US-amerikanischer Politiker (Demokratische Partei)
- Stanton, Joseph (1739–1807), britisch-amerikanischer Politiker
- Stanton, Karen (* 1955), US-amerikanische Diplomatin
- Stanton, Katie Jacobs (* 1970), US-amerikanische Führungskraft
- Stanton, Martin Walter (1897–1977), US-amerikanischer Geistlicher und römisch-katholischer Weihbischof in Newark
- Stanton, Nancy (* 1948), US-amerikanische Mathematikerin
- Stanton, Nikki (* 1990), US-amerikanische Fußballspielerin
- Stanton, Paul (* 1967), US-amerikanischer Eishockeyspieler
- Stanton, Richard (* 1962), britischer Autorennfahrer
- Stanton, Richard H. (1812–1891), US-amerikanischer Politiker
- Stanton, Ryan (* 1989), kanadischer Eishockeyspieler
- Stanton, Stephen (* 1961), US-amerikanischer Synchronsprecher
- Stanton, Timothy William (1860–1953), US-amerikanischer Paläontologe und Geologe
- Stanton, Walter O. (1914–2001), US-amerikanischer Audio-Pionier
- Stanton, William Henry (1843–1900), US-amerikanischer Politiker
- Stanton, Zed S. (1848–1921), US-amerikanischer Politiker, Anwalt und Richter
- Stantschew, Christo (1870–1950), bulgarischer Maler
- Stantschew, Nikola (1930–2009), bulgarischer Ringer
- Stantschew, Stantscho (* 1965), bulgarischer Radsportler und nationaler Meister im Radsport
- Stantschew, Stefan (1906–1982), bulgarischer Germanist
- Stantschew, Stefan (* 1989), bulgarischer Fußballspieler
- Stantschinski, Alexei Wladimirowitsch (1888–1914), russischer Komponist und Pianist
- Stantschow, Dimitar (1863–1940), bulgarischer Politiker und Diplomat
- Stantz, Ludwig (1801–1871), Schweizer Arzt und Glasmaler

### Stanu
- Stanuch, Agnieszka (* 1979), polnische Kanurennsportlerin
- Stanula, Czesław (1940–2020), polnischer Ordensgeistlicher, römisch-katholischer Bischof von Itabuna
- Stănuleț, Mihaela (* 1967), rumänische Kunstturnerin
- Stanulov, Milorad (* 1953), jugoslawischer Ruderer

### Stanw
- Stanway, Georgia (* 1999), britische Fußballspielerin
- Stanway, Reg (1892–1972), englischer Fußballspieler
- Stanwyck, Al (1939–2021), kanadischer Jazzmusiker (Trompeter)
- Stanwyck, Barbara (1907–1990), US-amerikanische SchauspielerinBarbara Stanwyck (1907–1990)

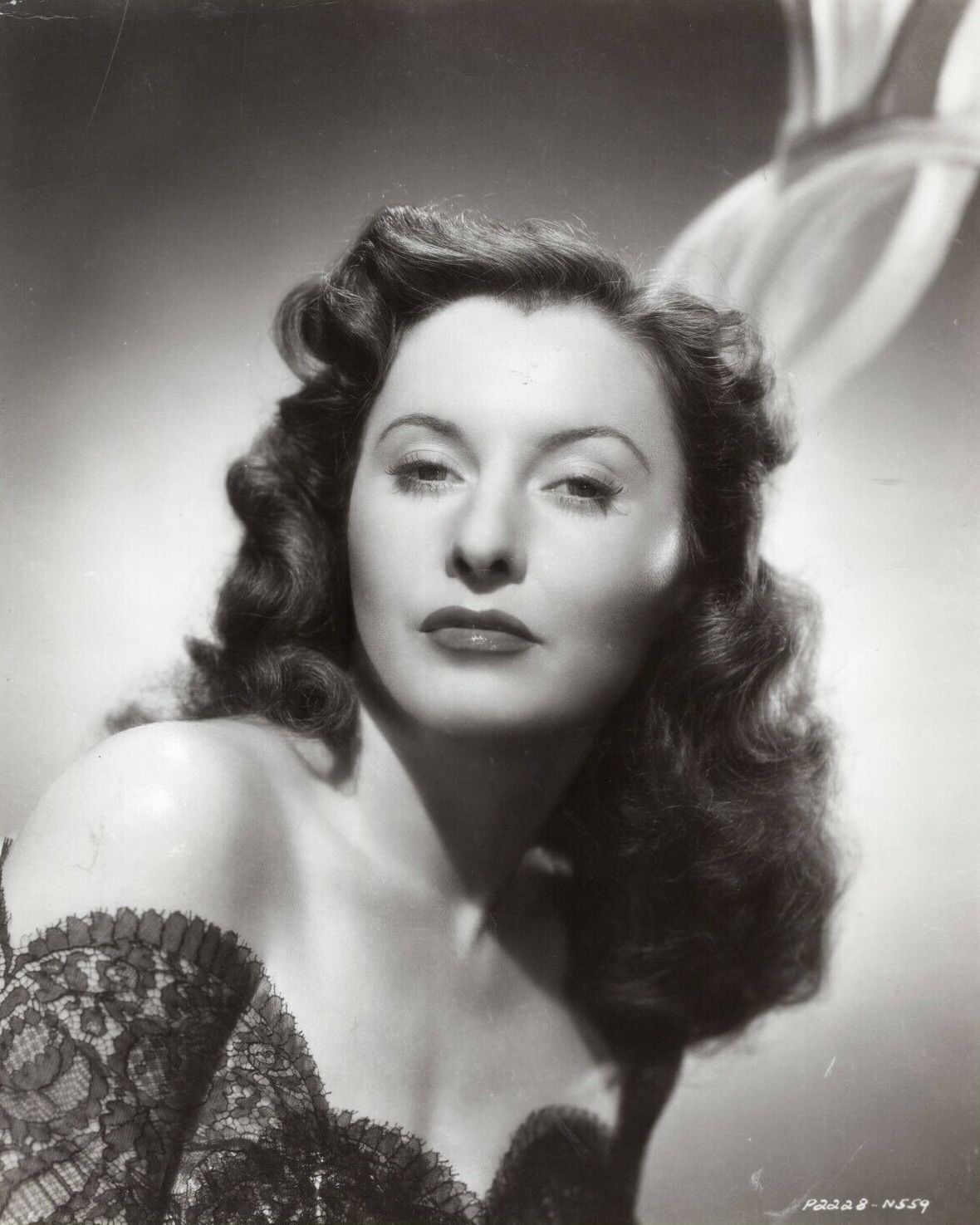
Barbara Stanwyck (1907–1990)

### Stany
- Stanyan, Abraham (1669–1732), englischer Diplomat und Politiker
- Stanyan, Temple (1675–1752), englischer Autor, Historiker und Politiker
- Stanyar, Stanley (1905–1983), kanadischer Ruderer
- Stanyon, Bryan (* 1941), britischer Schauspieler
- Stanys, Raivydas (* 1987), litauischer Hochspringer

### Stanz
- Stänz, Phoebe (* 1994), Schweizer Eishockeyspielerin
- Stanzani, Emilio (1906–1977), Schweizer Bildhauer und Maler
- Stanzani, Ludovico (1793–1872), italienischer Architekt und Kunstsammler in der Ukraine
- Stanzel, Franz Karl (1923–2023), österreichischer Anglist und Literaturwissenschaftler
- Stanzel, Karl-Heinz (* 1958), deutscher Altphilologe und Hochschullehrer
- Stanzel, Volker (* 1948), deutscher Diplomat
- Stanzer, Stefan (* 1992), österreichischer Handballspieler
- Stanziani, Alessandro (* 1961), italienischer Wirtschafts- und Sozialhistoriker
- Stanzione, Massimo, italienischer Barockmaler
- Stanzl, Conny (1870–1951), deutscher Volkssänger und Humorist
- Stanzl, Frank (* 1970), deutscher Organist, Cembalist und Komponist
- Stanzl, Franz (* 1952), österreichischer Schriftsteller
- Stanzl, Karl (1916–1978), österreichischer Film- und Fernsehregisseur
- Stanzl, Werner (* 1941), österreichischer Journalist und Dokumentarfilmer